# Shiloh-i csata
A shiloh-i csata, más néven a Pittsburg Landing-i csata az amerikai polgárháború nyugati hadszínterének fontos fegyveres konfliktusa, melyet 1862. április 6–7. között vívtak Tennessee délnyugati részén. Az uniós hadsereg Ulysses S. Grant vezérőrnagy vezetése alatt végignyomult a Tennessee folyó mentén Tennessee állam belsejébe, és tábort ütött Pittsburg Landingnél a folyó nyugati partján. Az Albert Sidney Johnston tábornagy és P. G. T. Beauregard tábornagy vezette konföderációs erők meglepetésszerű támadást intéztek Grant hadserege ellen. A déliek jelentős sikereket értek el az első napon, de másnap végül stratégiai értelemben vereséget szenvedtek, mivel anélkül vonultak vissza, hogy hadicéljukat, a Tennessee hadsereg megsemmisítését elérték volna.
Április 6-án, az ütközet első napján a konföderációs hadsereg azzal a szándékkal támadott, hogy az uniós hadsereget beleszorítsa a folyóba és az Owl Creektől (Bagoly-patak) nyugatra eső mocsarakba. Johnston még azelőtt szét akarta verni Grant hadseregét, a Tennessee hadsereget, mielőtt megérkezett volna Don Carlos Buell vezérőrnagy Ohio hadserege. A konföderációs frontvonal összezavarodott a heves harcok folyamán és Grant katonái északkelet felé hátráltak, Pittsburg Landing irányában. A Benjamin M. Prentiss és W. H. L. Wallace dandártábornokok vezette hadosztályok makacs ellenállást fejtettek ki a "Hornet's Nest" nevű, kissé megsüllyedt út közelében, ami időt adott az uniós ágyúknak hathatós fedezőtűz adására, s ezáltal az állás megszilárdult. Wallace halálos sebet kapott, Prentiss pedig megadta magát és a háború végéig hadifogságban maradt. Johnston tábornagyot az összecsapás első napján lelőtték és elvérzett, így helyettese, Beauregard vette át a parancsnokságot, aki az éjszakára leállította a támadásokat.
Buell hadseregének és Grant egyik távol levő hadosztályának érkezése április 6-a éjjelén segített megfordítani az ütközet kimenetelét a következő napon. Az uniós erők a frontvonal teljes szélességében ellentámadásba mentek át. A konföderációs hadsereg visszavonult a kontinens addigi legvéresebb ütközetéből, feladva annak reményét, hogy elállhatják az Észak-Mississippibe való uniós behatolás útját.

## Az ütközet háttere és a szemben álló erők
Fort Henry és Fort Donelson elvesztése után 1862 februárjában Albert Sidney Johnston konföderációs tábornagy visszavonta csapatait Nyugat-Tennessee-be, Észak-Mississippibe és Alabamába hogy újraszervezhesse őket. Johnston Corinth fontos vasúti csomópontjában rendezte be bázisát. Az itt átmentő vasút kötötte össze a Mississippi folyót a keleti part településeivel, ezért megvédése stratégiai fontosságú volt. Ugyanakkor ez már Tennessee állama jó részének és a közlekedési szempontból fontos Tennessee folyó felső folyásának a feladását jelentette.
Március elején Henry W. Halleck vezérőrnagy, a Department of the Missouri (Missouri katonai körzet) parancsnoka parancsot adott, hogy Grant maradjon Fort Henry-nél és március 4-én a csapatai fölötti parancsnokságát C. F. Smith dandártábornoknak adta, akit később kineveztek vezérőrnagynak. Halleck személyes és szakmai ellenszenvvel viseltetett Grant irányába, ezért igyekezett megszabadulni tőle, de később kénytelen lett Grantnak új parancsnoki megbízatást adni, mert Lincoln elnök vizsgálatot rendelt el Grant ügyében. Smith utasítása úgy szólt, hogy vezessen rajtaütéseket Délnyugat-Tennessee-be a vasútvonal elfoglalása, vagy megrongálása céljával. Sherman dandártábornok csapatai megérkezte a kentuckybeli Paducah-ból az Eastport mellett levő vasútvonal megszakításának feladatával. Halleck továbbá azt is elrendelte, hogy Grant Tennessee hadserege induljon el fölfelé a Tennessee folyó mentén. Grant ekkor otthagyta Fort Henry-t és dél felé indult, Savannah-ba, ahova március 14-én érkezett meg. A folyó keleti partján állította fel főhadiszállását, katonái pedig attól valamivel délebbre táboroztak: öt hadosztálya Pittsburgh Landingnél, a hatodik pedig Crump's Landingnél, hat kilométerre a főhadiszállástól.
Halleck fennhatóságát eközben megnövelte Grant és Buell hadseregeinek megerősödése és átnevezte körzetét Department of the Mississippire (Mississippi katonai körzet). Buell Ohio hadseregét megkapva Halleck elrendelte, hogy Buell vonja össze csapatait Granttel együtt Savannah-ban. Buell hadserege jelentős részével megindult Nashville-ből délnyugati irányban Savannah felé. Halleck maga akarta vezényelni a két hadsereg dél felé való előretörését és Corith elfoglalását, ahol a Mobile és Ohio vasút vonala összekötötte Mobile alabamai kikötőjét az Ohio-folyóval. Ez a vonal Corinth-ban találkozott a Memphis - Charleston kelet-nyugati vasútvonallal, a Mississippi völgyében fekvő Memphistől Richmondig és Charlestonig elérő fontos utánpótlási vonallal.

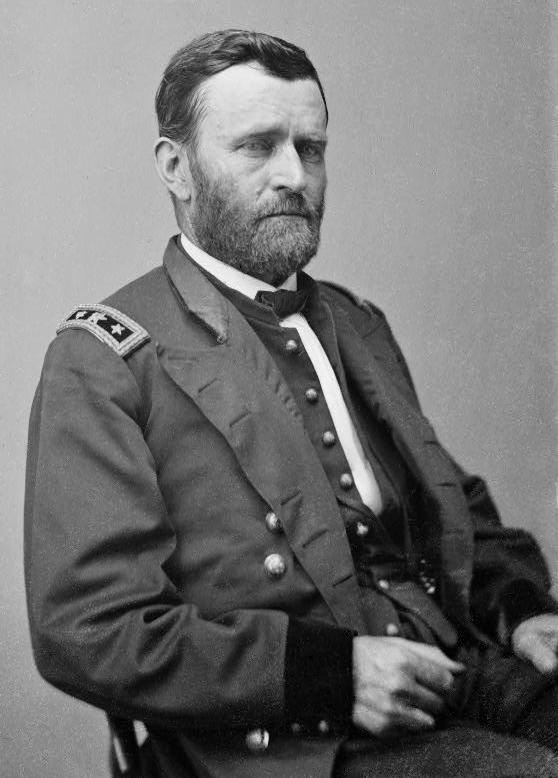
Ulysses S. Grant vezérőrnagy, USA
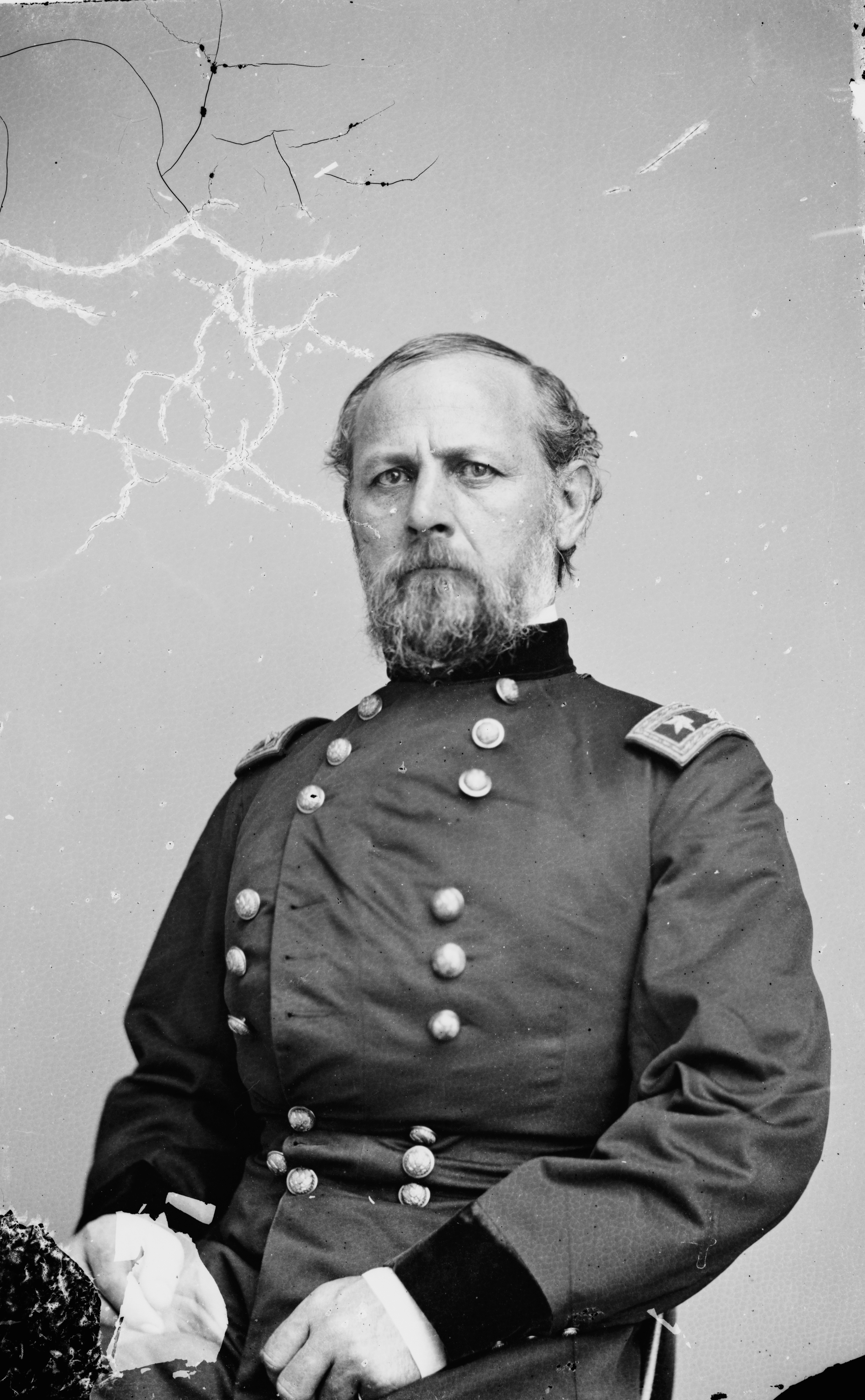
Don Carlos Buell vezérőrnagy, USA
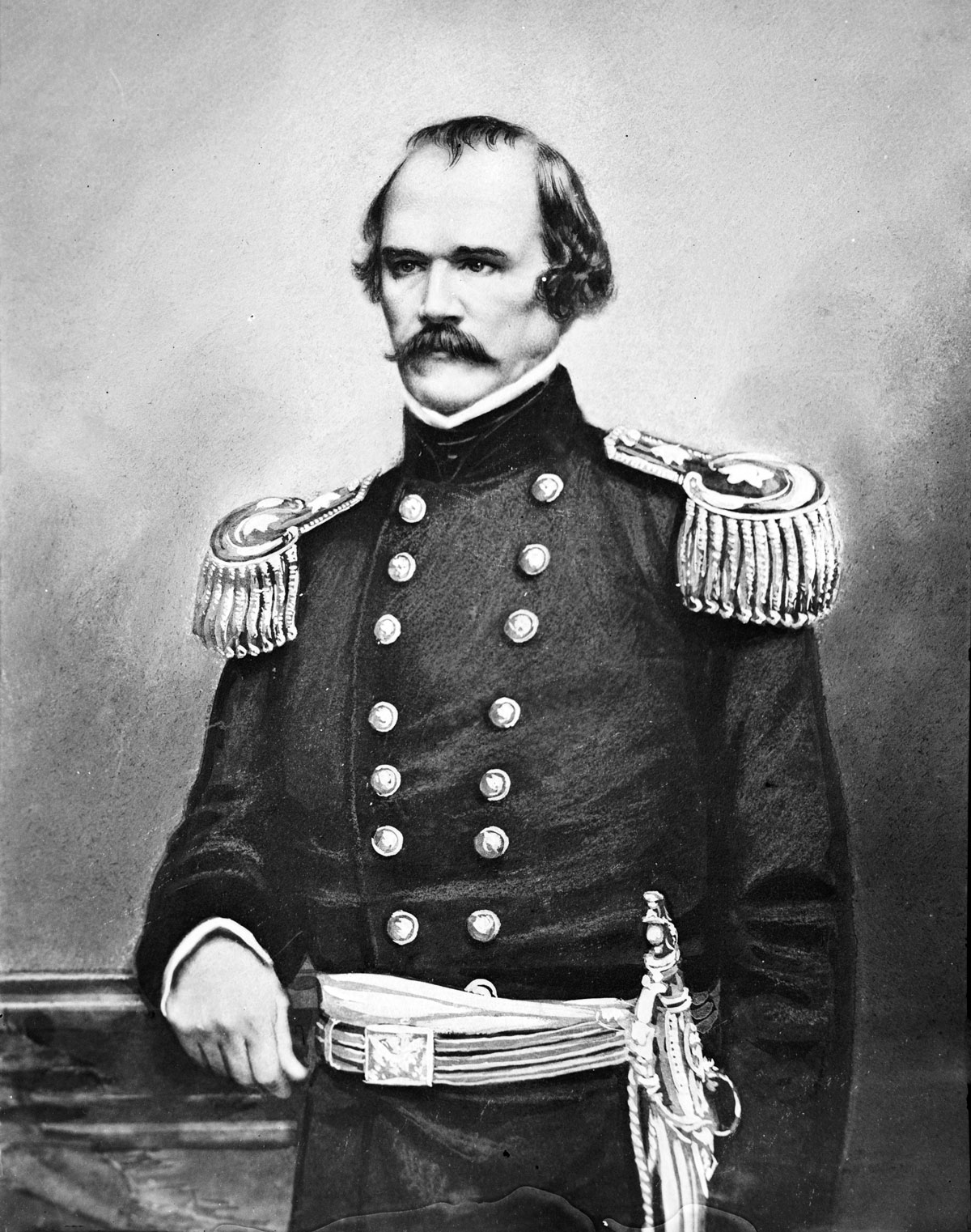
Albert Sidney Johnston tábornagy, CSA
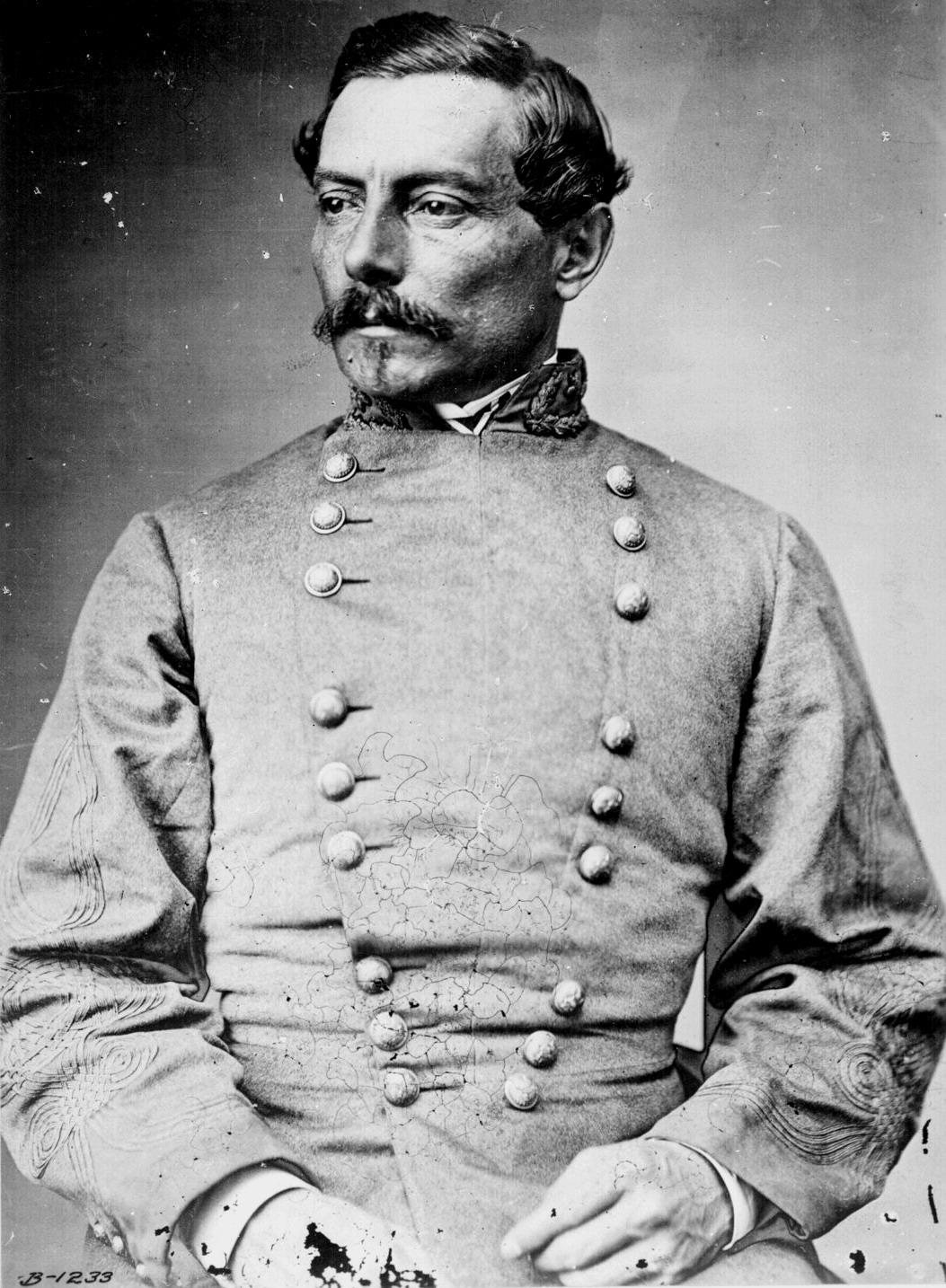
P. G. T. Beauregard tábornagy, CSA

Grant 48 894 fős hadserege hat hadosztályból állt, melyeket John A. McClernand, Lew Wallace, vezérőrnagyok, valamint W. H. L. Wallace (ő C. F. Smith-t váltotta fel, aki lábsérülést szenvedett), Stephen A. Hurlbut, William T. Sherman, és Benjamin M. Prentiss dandártábornokok vezették.
Az április elején a Tennessee folyó nyugati oldalán táborozó hat hadosztály közül Lew Wallace 3. hadosztálya Crump's Landingnél gyülekezett, míg az öt másik délebbre, Pittsburg Landingnél. Grant a polgárháború során arról híresült el, hogy saját csapatmozdulatai több problémát okoznak számára, mint az ellenségesek. Pittsburg landingi tevékenysége ezt a vélekedést látszik igazolni, mivel csapatainak többségét a szabad ég alatt táboroztatta egy kis rönképület környékén, melyet Shiloh Church (Shiloh templom) néven ismerünk. A bibliai eredetű héber szó jelentése "a béke helye" A templomot 1854-ben építette a metodista egyház. Az elnevezést az ószövetségi Sámuel könyvéből merítették, ahol egy évente zarándoklati célból felkeresett vallási központra vonatkozott. A nyersfordításban békeértelmű szót a csata után a New York-i zsidó katonák jobbnak látták "felajánlás" szóként interpretálni. Míg Buell hadseregére vártak, Grant újonc katonái gyakorlatoztak, de sáncokat nem építettek, és más jelentősebb védelmi intézkedéseket sem tettek. Grant memoárjában reagált a vele szemben megfogalmazott kritikára: "Emellett katonáimnak, tiszteknek és a legénységnek egyaránt fegyelemre és kiképzésre nagyobb szükségük volt, mint a csákánnyal, lapáttal és ásóval való gyakorlatozásra. ... Ezen körülményeket tekintve arra jutottam, hogy a kiképzés és a fegyelmezés több haszonnal jár, mint az erődítések." Lew Wallace hadosztálya onnan 8 km-re északra tartózkodott azzal a céllal, hogy megakadályozza a konföderációs folyami tüzérség telepítését, hogy védje a Crump's Landingből Bethel Stationbe vezető utat és hogy őrizze az uniós jobbszárnyat. Emellett Lew Wallace csapatai támadni tudták a Bethel Station és Corinth közötti, 32 km-re nyugatra fekvő vasutat.
Április 5-én, az ütközet előestéjén Buell első hadosztálya, melyet William "Bull" Nelson dandártábornok vezetett megérkezett Savannah-ba. Grant arra utasította Nelsont, hogy ott verjen tábort és ne keljen át a folyó innenső oldalára. Buell hadseregének többi része, négy hadosztályának részeit képező 17 918 katonája még úton volt Savannah felé és az ütközet második napja előtt nem tudott harcba avatkozni. A három érkező hadosztályt Alexander M. McCook, Thomas L. Crittenden, és Thomas J. Wood dandártábornokok vezették. Wood hadosztálya még ahhoz is későn érkezett, hogy a második napon lényeges szerepet játszhasson.

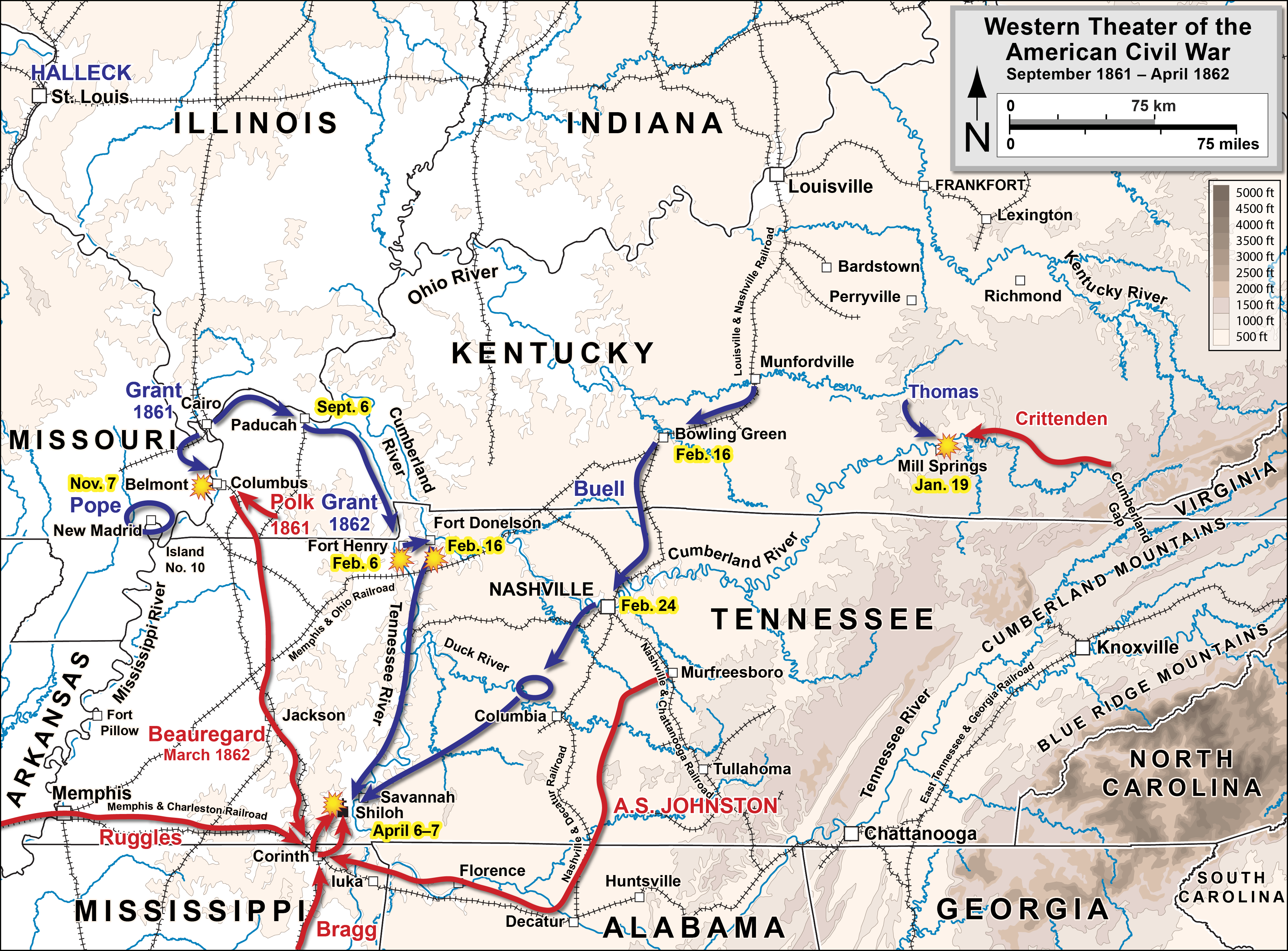
A nyugati hadszíntér 1862 elején
Konföderáció
Unió

A Konföderációs oldalon Johnston újonnan egyesített hadseregét az Army of Mississippi, Mississippi hadsereg névre keresztelte. Corinth környékén, kb. 30 km-re délnyugatra Pittsburgh Landingtől ezzel majdnem 55 000 katonát vont össze. Ebből 44 699 Április 3-án annak reményében indult el Corinthból, hogy Grant hadseregét meg tudja lepni, mielőtt Buell odaérkezne erőivel. Négy hadtestbe szervezték őket, a következő parancsnokok vezetése alatt:
- Leonidas Polk vezérőrnagy, két hadosztálya Charles Clark dandártábornok Benjamin F. Cheatham vezérőrnagy vezetésével.
- Braxton Bragg vezérőrnagy, két hadosztálya Daniel Ruggles és Jones M. Withers dandártábornokok vezetésével.
- William J. Hardee vezérőrnagy, három dandárja Thomas C. Hindman, Patrick Cleburne, és Sterling A. M. Wood dandártábornokok parancsnoksága alatt
- John C. Breckinridge dandártábornok, három dandárja tartalékban, Robert Trabue, Winfield S. Statham ezredesek és John S. Bowen dandártábornok vezetésével, plusz némi lovassággal kiegészítve[17]

Az ütközet előestéjén Grant és Johnston hadseregei hasonló nagyságúak voltak, de a konföderációsok hiányos felszereléssel és elavult lőfegyverekkel voltak ellátva, sörétes puskákkal, vadászpuskákkal, revolverekkel, kovás puskákkal és néhányan csak lándzsákkal. Néhány ezred, mint pl. a 6. és 7. Kentucky gyalogezred 1853-as mintájú Enfield muskétával volt felszerelve, de ez kivételnek számított. Az ütközetbe bocsátkozó csapatoknak csak elenyésző harci tapasztalata volt; Braxton Bragg pensacolai és mobile-i's katonái voltak a legjobban kiképzettek. Grant hadseregének 62 ezredéből 32 részt vett Fort Donelson ostromában. Tüzérségi ütegeinek fele és lovassága szintén látott már harcérintkezést.
Johnston terve Grant balszárnyának megtámadásán alapult, mellyel elvágta volna az uniós sereget az őt támogató folyami hadihajóktól és a Tennessee folyó irányába való visszavonulási lehetőségtől. Ezután nyugatra szorították volna őket a Snake és Owl folyók mocsaraiba, ahol meg tudták volna semmisíteni azt. A támadást eredetileg április 4-re tervezték, de a heves eső két nappal késleltette. Emiatt Johnston helyettese, P. G. T. Beauregard aggódott, hogy a meglepetés elmarad és javasolta a Corinth-ba való visszavonulást, amit Johnston megint elutasított. Beauregard-t szintén aggasztotta, hogy a kétnapos heves esőzés után a konföderációs katonák menetelésének zaja és a támadás előtti próbalövések hangja riadóztatja az ellenséget, ezért sürgette a támadás lefújását.
A holnapi harcban saját vérünk ellen fogunk küzdeni, olyan vadnyugatiak ellen, akik értenek a lőfegyverekhez. Elkeseredett harc lesz.
Johnston nem fogadta meg Beauregard tanácsát, hanem a támadás mellett döntött és megjegyezte, "akkor is harcolnék, ha milliónyian volnának." Beauregard megalapozott aggodalmai ellenére az uniós erők nem hallották meg a közeledő hadsereg vonulását és nem is sejtették, hogy az ellenség tábora már 5 kilométeren belül van.

## Április 6.

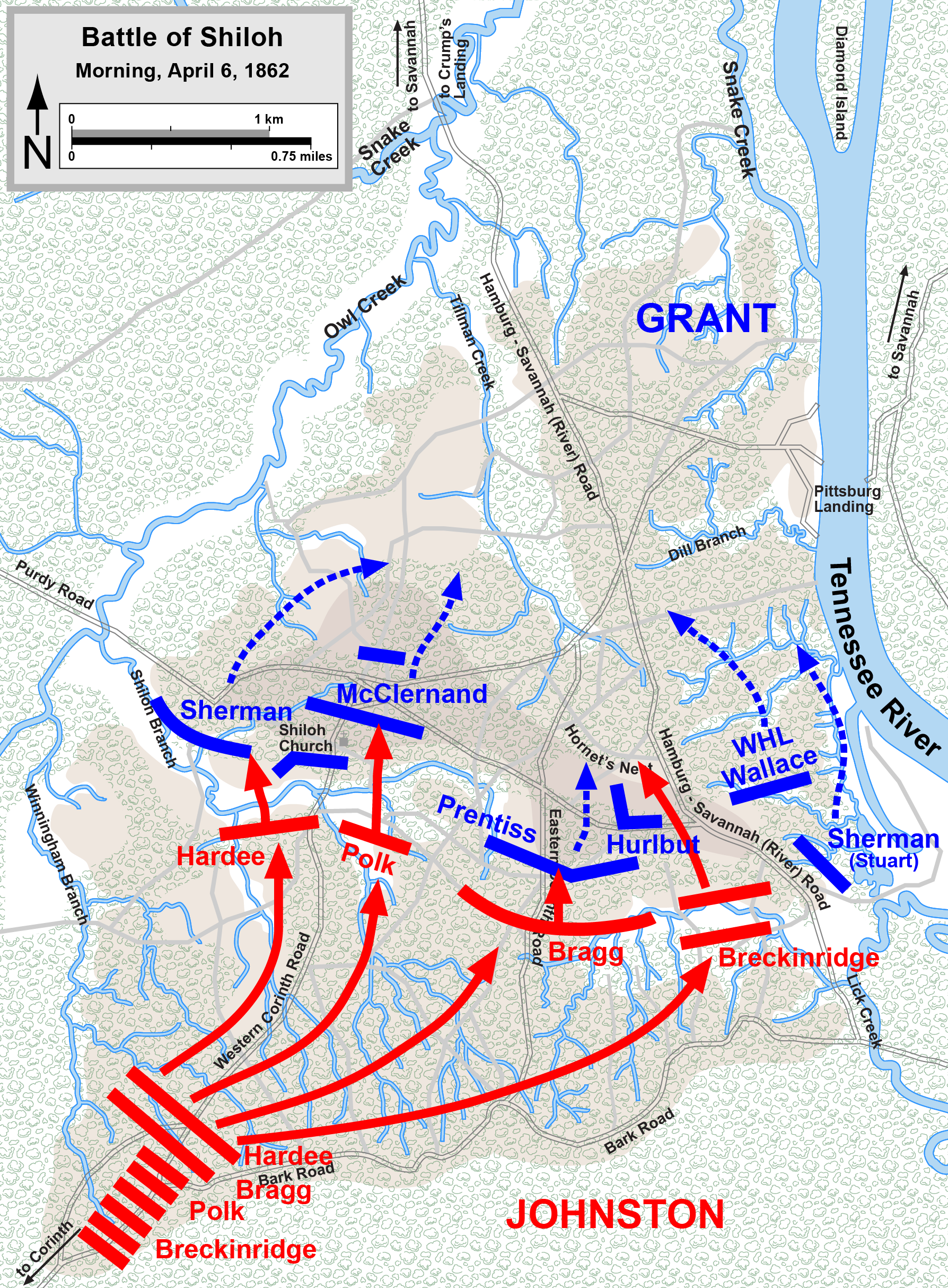
A Shiloh-i ütközet első napja, 1862. április 6.

### A kora reggeli támadás
Április 6-án vasárnap reggeli hat óra előtt Johnston hadserege felkészült az ütközetre és a Corinth Roadnál várakozott. Az éjjelt a szabadban töltötték Sherman shiloh-i templomnál felütött uniós uniós táborától 3 km-re csatasorba fejlődve. Hajnali megjelenésük és rohamuk egyszerre okozott stratégiai és taktikai meglepetést. Az uniós hadseregnek gyakorlatilag nem voltak ezen a korai órán őrjáratai, hogy figyelmeztethessék a sereget. Grant április 5-e éjszakáján azt táviratozta Hallecknek hogy, "A leghalványabb sejtelmem sincs semmilyen ellenünk intézett nagyobb támadásról, de készenlétben maradunk arra az esetre, ha mégis bekövetkezne." Grant kijelentése megalapozatlannak bizonyult. Sherman, a Pittsburgh Landingnél levő tábor informális parancsnoka nem hitte, hogy konföderációs erők lennének a közelben és ráadásul kizárta a lehetőségét egy délről jövő támadásnak. Sherman arra számított, hogy Johnston végül majd Purdy felől fog támadni, vagyis nyugati irányból. Mikor Jesse Appler ezredes, az 52. ohiói gyalogezredtől figyelmeztette, hogy a támadás minden pillanatban bekövetkezhet, Sherman azt felelte "Vigye vissza az átkozott ezredét az Ohióhoz! Corinth-tól északra nincsenek konföderációsok."
Hajnali 3 óra körül Everett Peabody ezredes, Prentiss első dandárjának parancsnoka a 25. és a 12. Michigani gyalogezredek 250 katonáját felderítésre küldte. A James P. Powell őrnagy vezette felderítők konföderációs katonákra bukkantak az erdőben, akik tüzet nyitottak rájuk, majd elmenekültek. Röviddel később, negyed hatkor megpillantották a 3. Mississippi zászlóalj katonáinak konföderációs őrhelyeit és kb. egy óráig tartó heves küzdelembe bonyolódtak velük. A hírvivők és a fegyverropogás riadóztatta az uniós csapatokat, akik csatasorba álltak mielőtt a konföderációsok elérhették volna őket, viszont az uniós parancsnokok nem voltak felkészülve a támadásra. Reggel 9 órára a pittsburgh landingi uniós erők vagy már harcba bocsátkoztak, vagy a frontvonal felé mozogtak.
A konföderációs csapatok nehézkes együttműködése hozzájárult a támadás eredményességének csökkenéséhez, mivel Johnston és Beauregard nem dolgozott ki egyesített csatatervet. Korábban Johnston megtáviratozta Davise elnöknek a saját tervét: "Polk a balszárnyon, Bragg középen, Hardee a jobbszárnyon, Breckinridge tartalékban." Stratégiai elképzelése a saját jobbszárnyával mért heves csapás volt, mely megakadályozta volna az uniósok visszavonulását utánpótlási vonalukhoz, a Tennessee folyóhoz. Johnston utasította Beauregard-t hogy maradjon hátul és irányítsa az anyagi és emberi utánpótlást szükség szerint, maga pedig a frontvonalba lovagolt, hogy embereit az első sorokban vezesse. Emiatt a csatarend szervezése Beauregard kezébe került, aki egy eltérő koncepciót követve három támadóhullámot képezett az uniós csapatok keletre szorításának céljával. Hardee és Bragg hadtestei kezdték a rohamot három hadosztállyal, melyek egy öt kilométer hosszú és három kilométer vastag vonalba rendeződtek. Előrehaladásuk közben összekeveredtek és irányításuk nehézkessé vált. A hadtestparancsnokok tartalék nélküli vonalakban támadtak és tüzérséget sem lehetett összpontosítani az áttöréshez. Fél nyolc környékén hátravont állásából Beauregard utasította Polk és Breckinridge hadtestét, hogy fejlődjön fel a vonal jobb és bal oldalára, némileg csökkentve a támadásuk hatásosságát. A roham ezért frontális támadás formájában valósult meg, egyetlen vonalat alkotva, melynek így mint a mélysége, mind az átütő ereje hiányzott. A modern értelemben vett helyzet feletti uralom az első rohammal együtt elveszett.

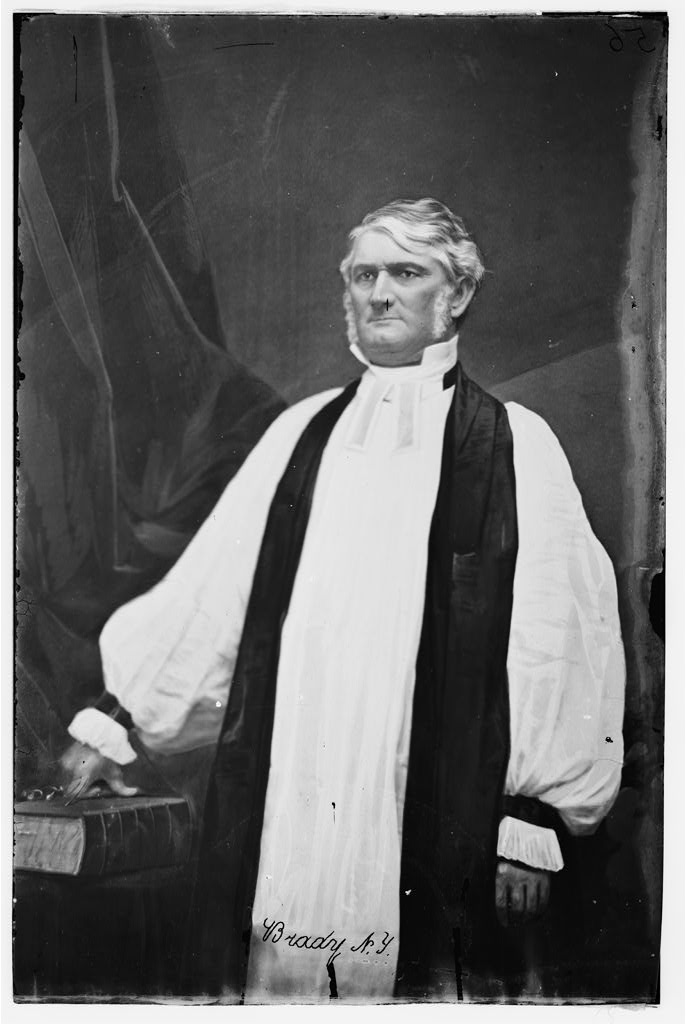
Leonidas Polk vezérőrnagy, CSA
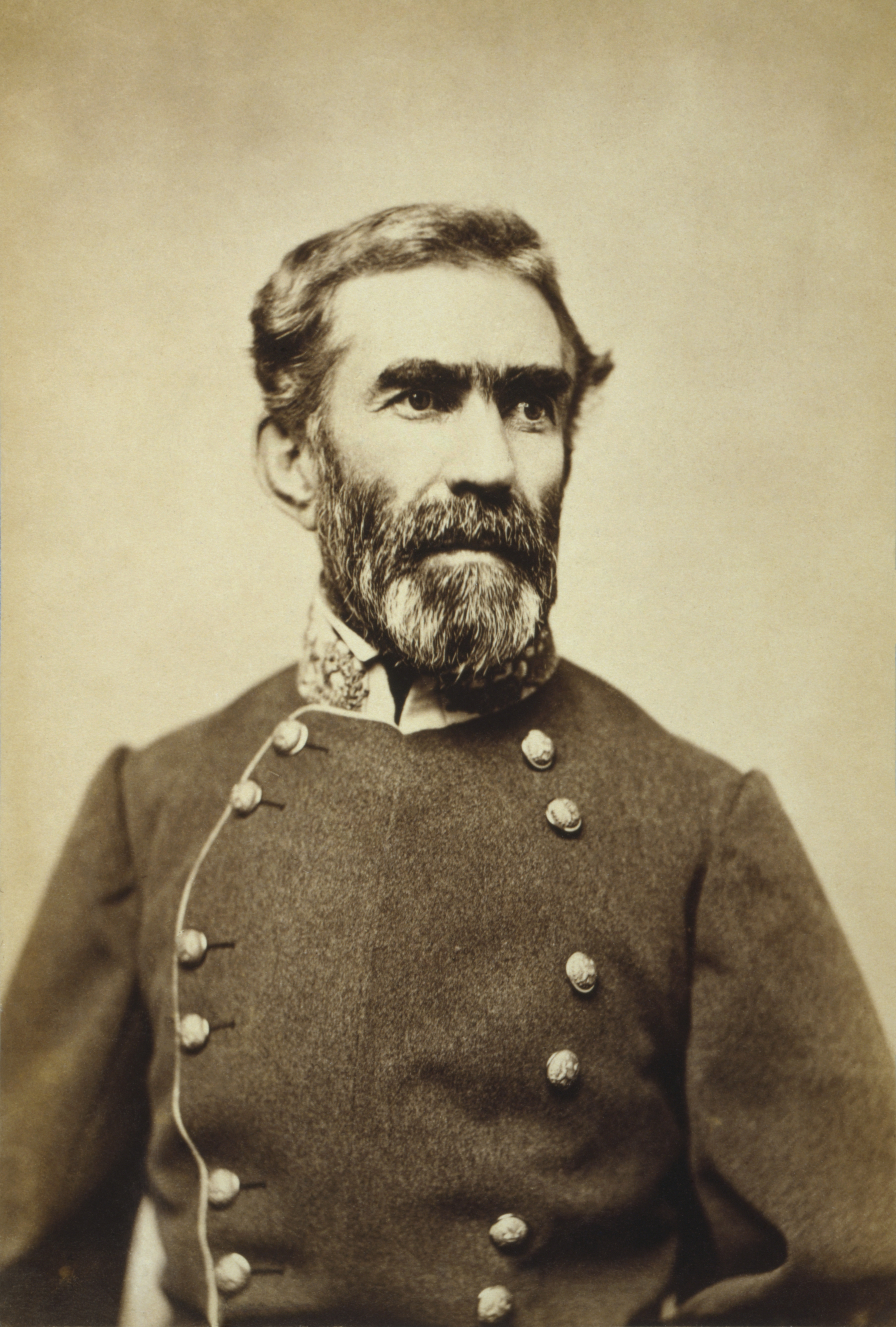
Braxton Bragg vezérőrnagy, CSA
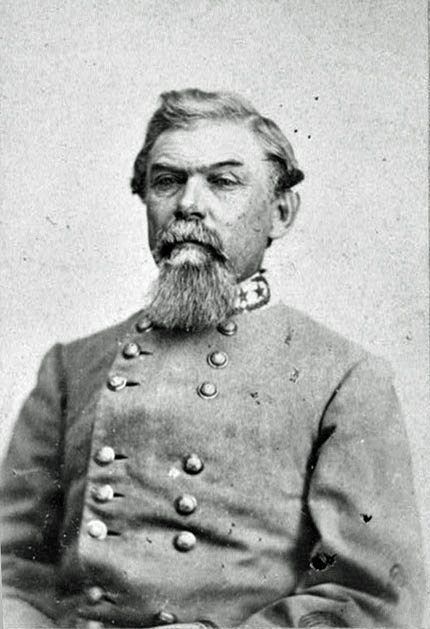
William J. Hardee vezérőrnagy, CSA
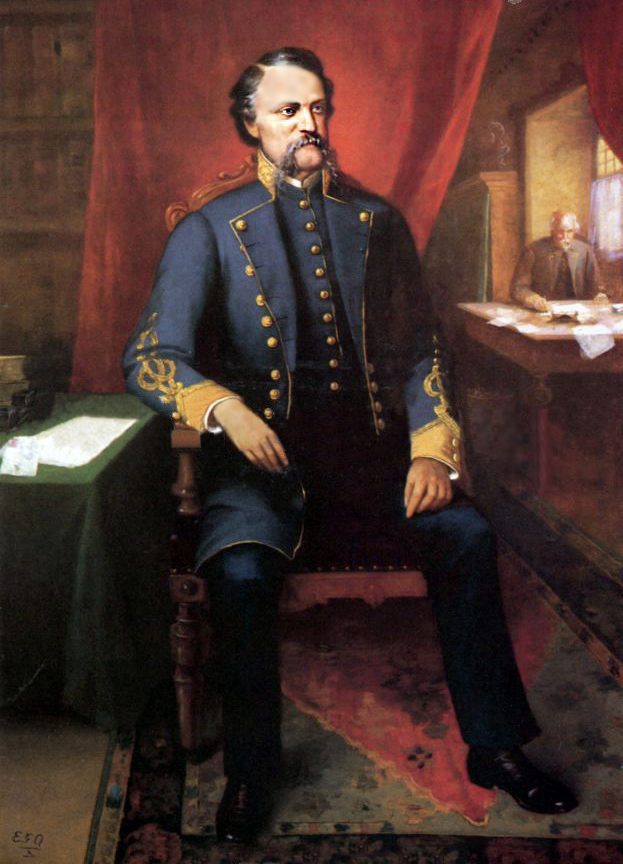
John C. Breckinridge dandártábornok, CSA

### Grant és Sherman ellenállása
A konföderációs roham gyengeségei ellenére elsöprő volt és Grant újonc hadseregének számos tapasztalatlan katonáját szalajtotta meg a folyó irányába. Mások ugyan keményen harcoltak, de az ellenség hátrébb eső védelmi vonalakba szorította vissza őket. Jó pár ezred teljesen felbomlott, századaik és egyéb alegységeik más parancsnokok irányítása alá kerültek. A felkészületlenség miatt elsősorban felelős Sherman lett az első számú szervező erő a káoszban. A vonal teljes hosszán megjelent és a gyakorlatlan rekrutákat a támadás kezdetétől fogva kitartásra buzdította, nem törődve a mindkét oldalt sújtó rémisztő veszteségekkel. Sherman két apróbb sebet kapott és három lovat lőttek ki alóla. James M. McPherson történész szerint az ütközet fordulópontot jelentett Sherman életében, mert az ebben nyújtott teljesítményével vált Észak egyik legkiválóbb tábornokává. Sherman hadosztálya kapta a legsúlyosabb nyomást. Katonái a rendkívül heves tűzben a jobbszárny összeomlása ellenére elkeseredett ellenállást fejtettek ki, de az uniós csapatok lassan hátrálni kényszerültek egészen a Shiloh Church mögötti állásokig. Itt McClernand hadosztálya ideiglenesen meg tudott kapaszkodni, de más helyeken Johnston erői állandóan előrehaladtak és délig egymás után számolták fel az uniós állásokat. A konföderációs katonák előrehaladás közben elhajigálták kovás puskáikat és felkapták a menekülő uniósok által elhajigált, modernebb csappanytyús puskákat.
Grant kb. 16 km-re onnan Savannah-ban tartózkodott, mikor meghallotta a tüzérséget. Még április 4-én megsebesült, mikor lova elbotlott és az állat ráesett. Ekkor még lábadozott sebesüléséből és mankó nélkül nem tudott járni. Indulás előtt Grant utasította Bull Nelsont, hogy hadosztálya haladjon a folyó keleti partja mentén, a szemközti parton levő Pittsburg Landingig, ahol komppal átkelhetnek a csatatér irányába. Grant ezután felszállt a Tigress (Nősténytigris) nevű gőzhajójára, Crump's Landing-be utazott és ott parancsot adott Lew Wallace-nak, hogy hol várakozzon tartalékban állva, készen az indulásra. Ezután Grant Pittsburg Landingbe hajózott, ahova délelőtt 8:30 körül érkezett meg. Az első erősítésekre délutánig kellett várni. Nelson hadosztálya 5 órakor érkezett meg, Wallace-é 7-kor;, utóbbiak lassú haladása körül heves történészi vita folyt.

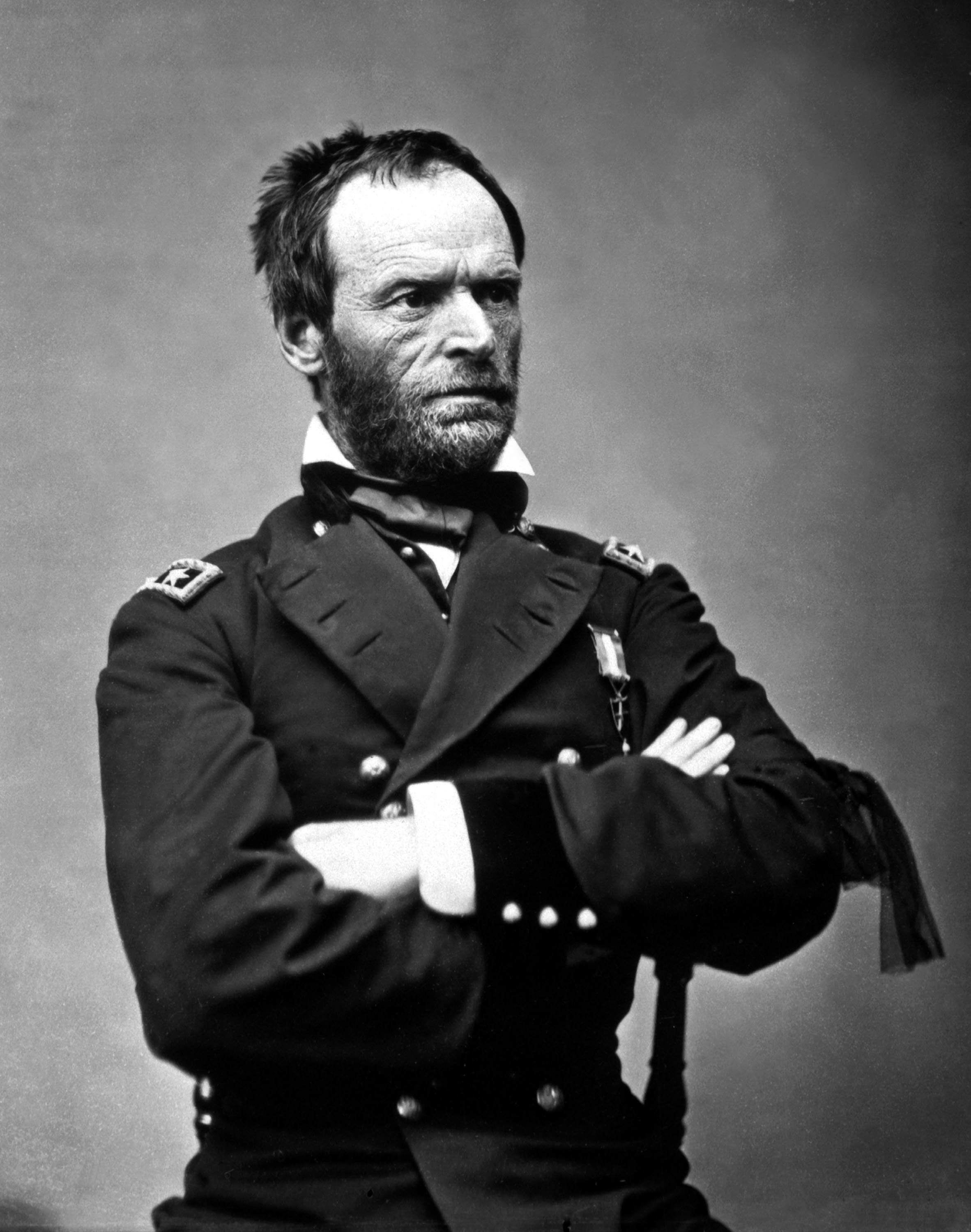
William T. Sherman dandártábornok, USA
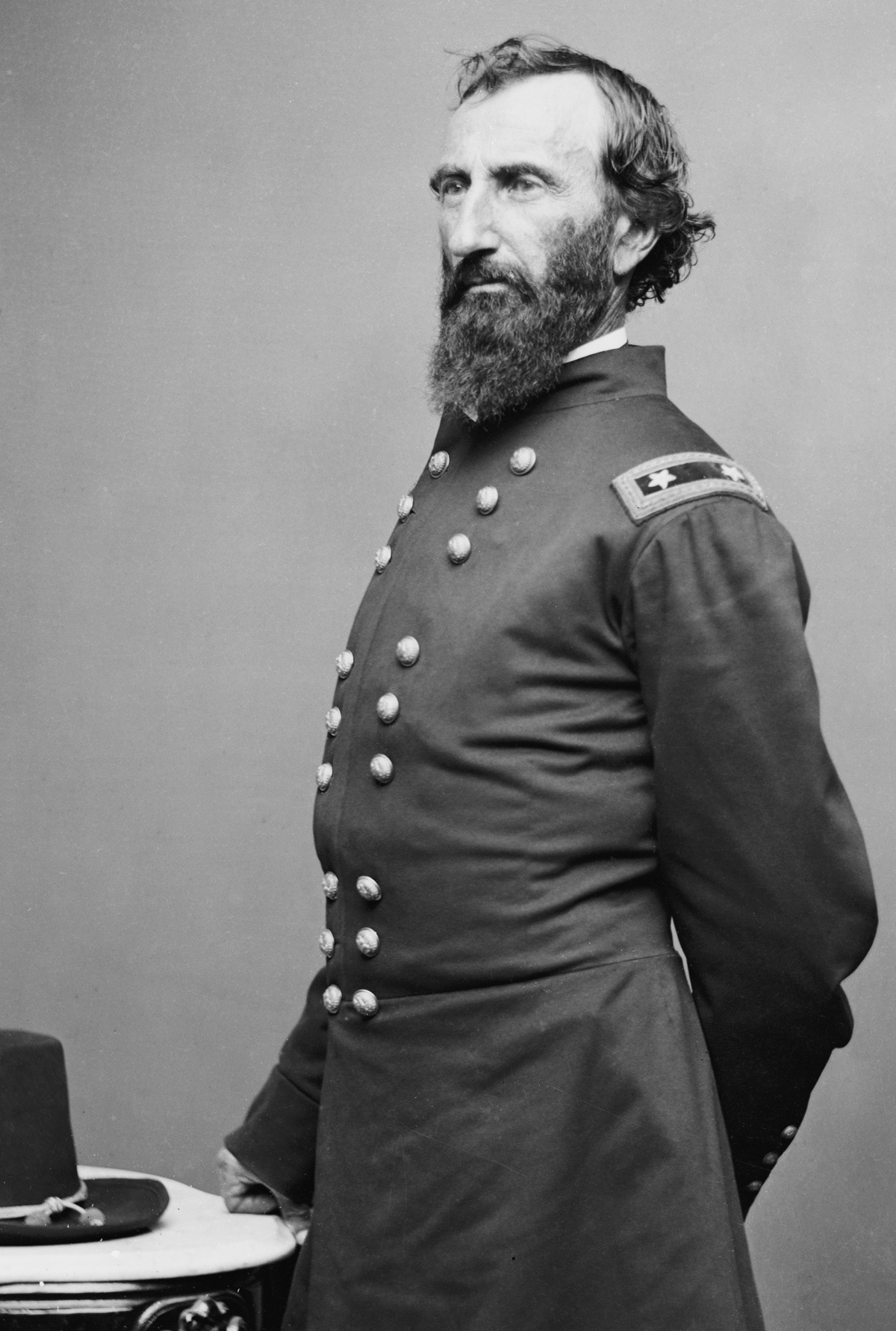
John A. McClernand vezérőrnagy, USA
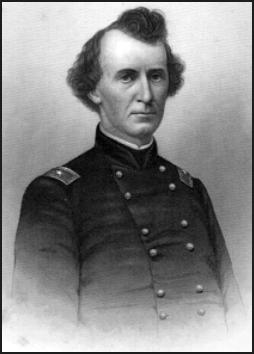
W. H. L. Wallace dandártábornok, USA
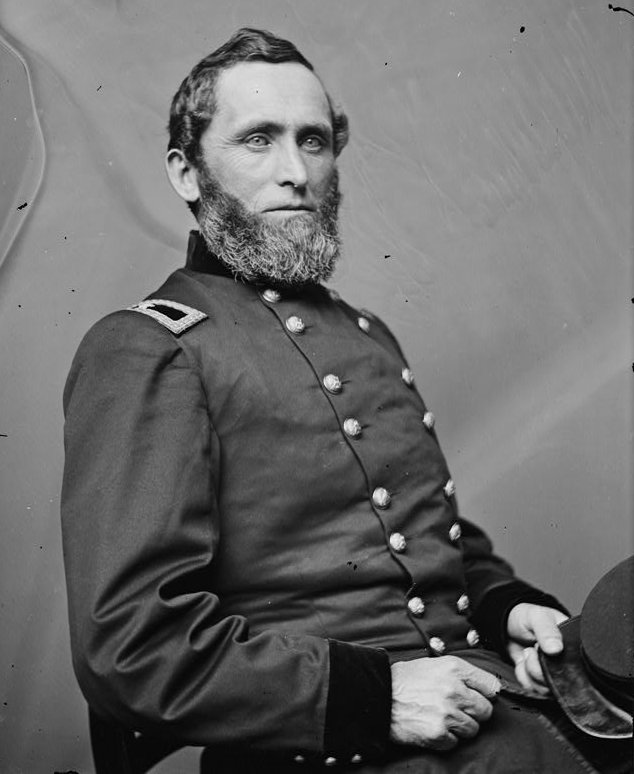
Benjamin Prentiss dandártábornok, USA
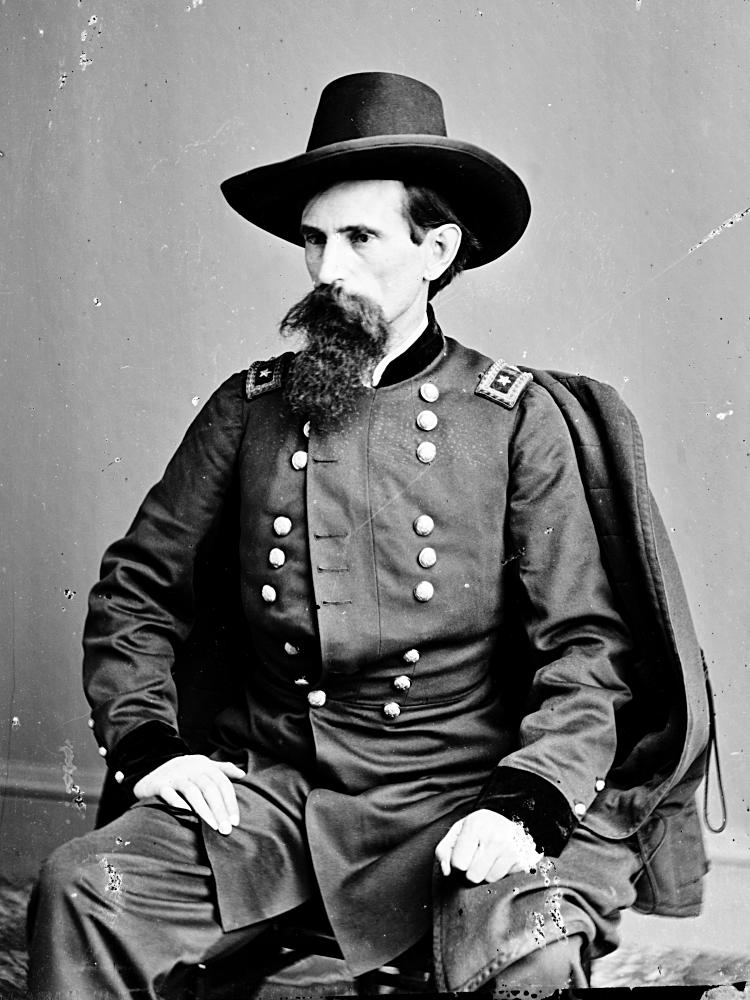
Lew Wallace vezérőrnagy, USA
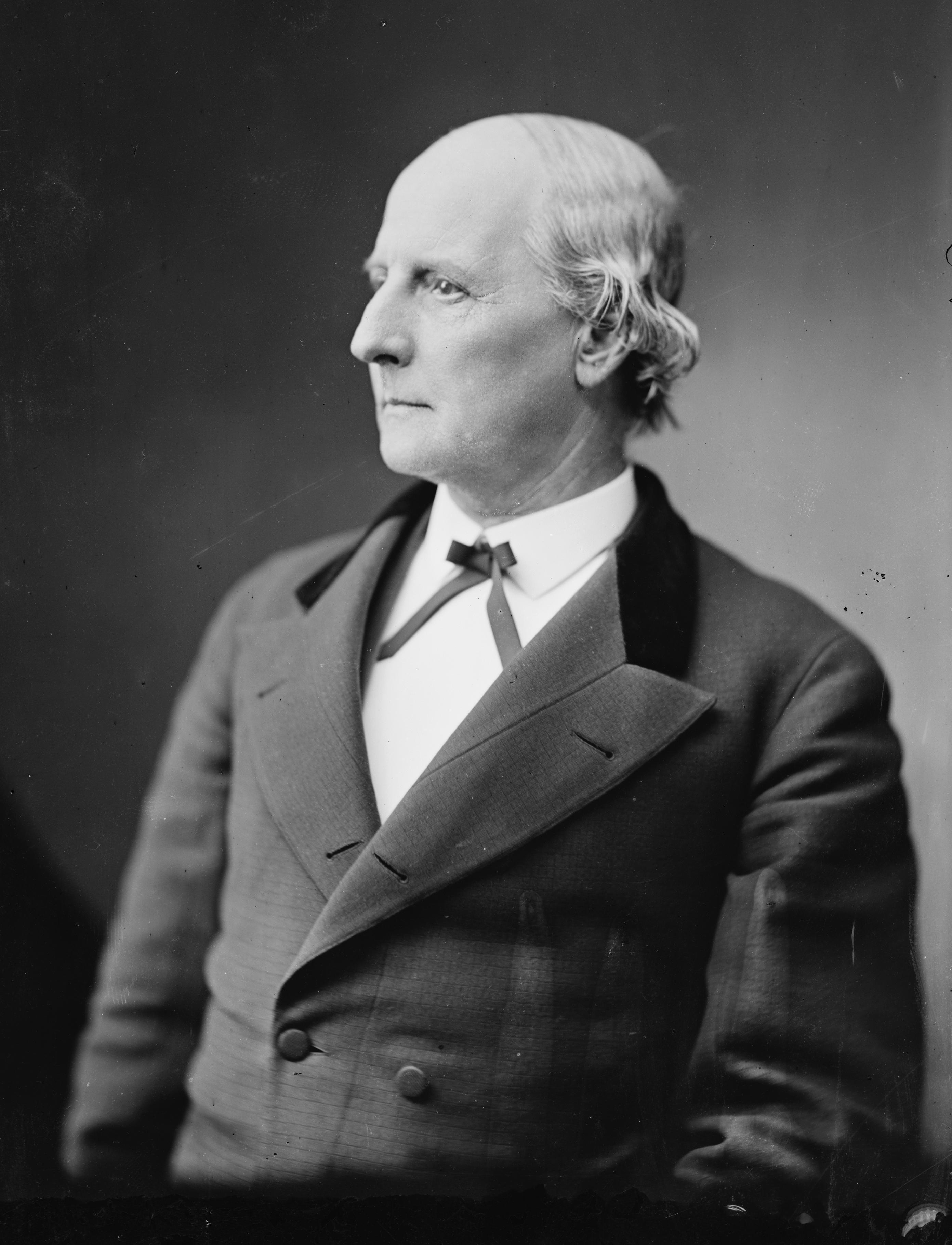
Stephen A. Hurlbut dandártábornok, USA

### Lew Wallace elveszett hadosztálya
Április 6-a reggelén Grant megállt Wallace crump's landing-i táborában és parancsot adott az uniós front hátsó részében tartalékban maradásra. Wallace Adamsville-nél vonta össze csapatait Stoney Lonesome-tól nyugatra, és további utasításokra várt, melyeket 11 és 11:30 között kapott meg. Grant ekkor azt parancsolta, hogy Wallace erői fejlődjenek fel az uniós jobbszárnyra, mellyel Sherman 5. hadosztályát támogatták volna. Az 5. hadosztály a Shiloh Church környékén táborozott a csata kezdetén és ekkor keményen szorongatták. Grant a parancsot szárnysegédjének diktálta le, de az írott parancs elveszett a csata folyamán, ezért a pontos megszövegezés vita tárgya. Wallace ragaszkodott hozzá, hogy ő nem lett kifejezetten Pittsburg Landing-be rendelve és azt sem határozták meg, mely úton érkezzen oda, míg Grant szerint ő bizony a River Road-on (Hamburg–Savannah Road néven is ismert) való haladást írta elő Pittsburg Landingbe.
Dél körül Wallace elindult a Shunpike road mentén, amit emberei jól ismertek. Egy hírvivő délután 2 és 2:30 között megtalálta a Shunpike road-on haladó Wallace-t, mivel Grant nem értett hol marad Wallace és miért nem érkezett meg Pittsburg Landinghez, ahol az uniós sereg éppen az életben maradásért küzdött. A hírnök elmondta Wallace-nak, hogy visszavonulóban vannak, Sherman már nem tudta tartani a Shiloh Church épületét és a harc kelet felé, Pittsburg Landing irányába tolódott el, tehát ha Wallace ebben az irányban halad tovább, akkor valahol az előrenyomuló konföderációs sereg háta mögé fog érkezni.
Wallace tehát választhatott, hogy át akarja-e vágni magát a déliek hadán, hogy kapcsolatot létesítsen Grant erőivel, vagy visszafordul és az elhagyott kereszteződésnél a River Roadon indul tovább. Wallace ez utóbbi mellett döntött. (A háború után Wallace azt állította, hogy ha hadosztályát nem fordítják vissza, hátba támadhatta és megverhette volna a déli sereget, de később visszakozott és úgy vélte, hogy ez nem sikerülhetett volna.) Ahelyett, hogy a vonulási sorrendet megfordítva a hátvédből csinált volna elővédet Wallace körbemasíroztatta katonáit és csak aztán indult az új irányba. Ez további késedelmet okozott.
A hadosztály délután 6:30 körül érte el Grant állásait 23 km menetelés után, mely hét óráig tartott a rossz utakon. Hét órakor összegyűltek a csatatéren, de akkorra a harc már majdnem véget ért aznapra. Grant neheztelt és a csatáról írt jelentésében Wallace-t olyannyira elmarasztalta, hogy annak katonai karrierje látta kárát. Manapság Wallace-t a Ben-Hur írójaként ismerjük, nem a polgárháború tábornokaként.

### Hornet's Nest

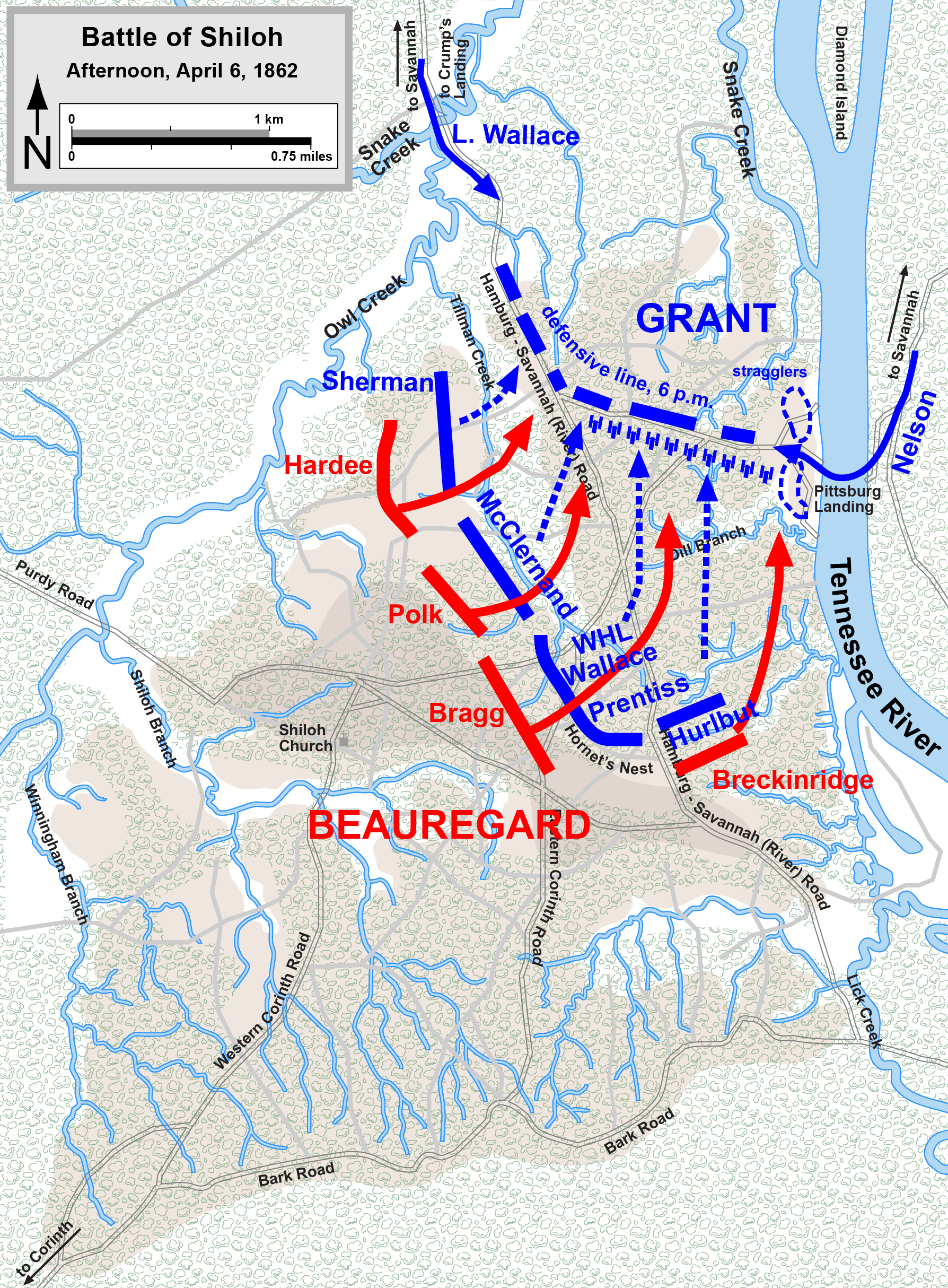
1862. április 6-a délutánja - A Shilohi ütközet térképe

Reggel 9 óra táján Prentiss és W. H. L. Wallace hadosztályai állást foglaltak a "Hornet's Nest"-nél (darázsfészek), mely voltaképpen egy különsebb ok nélkül "Sunken Road"-nak (megsüllyedt út) nevezett út és a körülötte levő mező volt. A déliek Braxton Bragg fantáziátlan megközelítésével hosszú órákig próbálták bevenni az itt kialakított állásokat, ahelyett, hogy megkerülték volna, s eközben súlyos veszteségeket szenvedtek. Történészek az ellenük indított rohamok számát 8 és 14 közé teszik. A Nesttől jobbra és balra álló uniós erőket hátranyomták, ezáltal Prentiss állásai védtelenné váltak. A Nest irányítása akadozott, az egységek saját parancsnokaik feje után mentek és időnként saját elhatározásból visszahúzódtak. A nyomás tovább fokozódott, miután W. H. L. Wallace, a Nestben levő legnagyobb kontingens parancsnoka halálos sebet kapott. Az uniós ezredek századokra estek szét, mikor Daniel Ruggles dandártábornok több mint 50 déli löveget gyűjtött egybe, hogy közeli tűzcsapásokkal zilálja szét a védelmet, bár a Nestet támadó "Ruggles üteg" pontos száma vitatott. A konföderációsok bekerítették a Nestet, így az hét óra ellenállás után elesett. Prentiss megadta magát hadosztálya maradékával együtt. Becslések szerint 2200-2400 túlélő esett fogságba, de a legyőzésükhöz szükséges idő haladékot adott Grant számára hogy Pittsburg Landing körül szilárd állásokba vonhassa vissza hadseregét.
A Nesttel való harc közben elesett a déliek főparancsnoka. Albert Sidney Johnston halálos sebet kapott délután 2:30 körül, mikor az uniós balszárnyon támadást vezetett a widow bell-i gyapotföldnek a barackossal érintkező oldalán. Johnston jobb lábán a térde mögött kapta a golyót. A sebet jelentéktelennek vélve tisztiorvosát a sebesült közkatonák és a fogoly északiak ellátására küldte. A doktor távollétében a felsértett artéria miatt Johnston csizmája megtelt vérrel és egy órán belül elvérzett. Jefferson Davis konföderációs elnök Johnstont akkoriban legjobb tábornokának tartotta és Johnston volt a legmagasabb rangú halottja a polgárháborúnak. Beauregard vette át a parancsnokságot, de mivel ő hátrébb tartózkodott, ezért csak a csatatérről jövő híradásokból tájékozódott beosztottjai által, ezért a csapatok elhelyezkedéséről alkotott képe hiányos volt. Beauregard parancsára Johnston holttestét letakarták, hogy látványa ne rogyassza meg a katonák kitartását és folytatta a Hornet's Nest elleni támadást. Ez valószínűleg taktikai hiba volt, mivel az uniós szárnyak lassan hátráltak, míg félkörszerű formát nem alkottak Pittsburg Landing körül. Ha Beauregard erőit a szárnyakra csoportosította volna át, megverhette volna az északiakat a parton, majd ezt követően már kedve szerint lövethette volna szét a Hornet's Nest állásait.

### A pittsburg landingi állások
Az uniós szárnyakat visszaszorították, de nem verték szét. Hardee és Polk hadosztályainak támadása Pittsburgh Landing felé nyomta vissza Sherman és McClernand hadosztályát, s ezzel a Hornet's Nest oldala védtelen maradt. Közvetlenül Johnston halála után Breckinridge eddig tartalékban levő ereje támadásba ment az uniós balszárny legszélén, s a vele szemben álló, David Stuart ezredes parancsnokolta létszámában jóval kisebb dandárt kivetette állásából. Ezzel út nyílt az uniós erők hátába, a Tennessee folyó felé való kijutással. A konföderációsok azonban megálltak rendezni a sorokat és kifújni magukat, majd figyelmüket elvonta a Hornet's Nest felől jövő ágyútűz, s amíg az ottani uniós ellenállás felszámolásával foglalkoztak, a lehetőség elveszett. A Nest eleste után az uniós vonal kb. 5 km-re Pittsburg Landing előtt alakult ki, a folyótól nyugati irányban indult, majd észak felé kanyarodott a River Roadig, melyen a már várt, ámde késő erősítés érkeztét remélték. Sherman irányította a vonal jobbszárnyát, McClernand a közepét, a balszárnyon pedig W. H. L. Wallace, Hurlbut és Stuart egységeinek maradéka állt fel, akiknek a soraiban ezerszám voltak a teljesen felbomlott egységek katonái. Buell hadseregének egy dandárja Jacob Ammen ezredes katonái Bull Nelson hadosztályából ekkor érkeztek meg a túlpartra és kompon átkelve megerősítették a balszárnyat. Az állásokban több mint 50 ágyút is sikerült felállítani, valamint a Lexington és a Tyler hadihajók ágyúi is a védelmet erősítették. A Withers dandártábornok vezette, két dandárral végrehajtott utolsó déli roham megpróbált átjutni ezeken az állásokon, de visszaverték. Beauregard a következő rohamot napnyugtakor, kb. délután 6 óra felé leállította. A konföderációs terv ezzel meghiúsult; Grant erőit keletre szorították és nem nyugatra, a mocsárban való megsemmisítés felé.

### A csendes éj
Április 6-a estéje az amerikai történelem legvéresebb ütközete első napjának lehangoló végét jelezte. A sebesültek és a haldoklók jajkiáltásai a két hadsereg közötti csatatéren egész éjjel hallhatóak voltak. A kimerült konföderációs katonák elhagyott uniós táborhelyeken húzták meg magukat. Az uniós csapatokat egészen a folyóig és a Hamburg-Savannah Road kereszteződésig, valamint a Corinth-Pittsburgh Landing útig nyomták vissza. Éjjel tíz óra tájékán vihar tört ki, melynek villámlásai a Lexington és a Tyler hadihajók folyamatos bombázásával keveredett és mindkét oldalnak szörnyű éjszakát szerzett.
Egy híres anekdota szerint valamivel éjfél után Sherman megtalálta a zuhogó eső miatt egy fa alatt álldogáló és szivarozó parancsnokát, ahogy veszteségein és a következő napi tervein töpreng. Sherman megjegyezte: "Nos, Grant, ma pokoli egy napunk volt, nemdebár?" Grant felnézett rá. "Igen. De holnap adunk nekik." felelte füstöt pöfékelve.
Ha az ellenség reggel ránk ront, akkor pokolian ellátja a bajunkat.
Beauregard Davis elnöknek küldött táviratában teljes győzelmet jelentett be. Későbbi beismerése szerint: "Azt hittem, hogy Grantet sikerült ott elcsípnem, ahol akartam és reggel végezni fogok vele." Sok katonája ünnepelt, mivel az uniós tábort sikerült lerohanni, több ezer foglyot ejtettek és tonnákban mérhető ellátmányt illetve felszerelést zsákmányoltak. Grantnek is változatlanul volt oka bízni, mert Lew Wallace 5800 katonája (leszámítva annak két ezredét, melyek továbbra is a Crump's Landingnél levő lerakatokat őrizték), valamint Don Carlos Buell 15 000 fős hadseregének egységei az este folyamán egymás után érkeztek. Wallace hadosztálya a jobbszárnyra fejlődött fel hajnali 1 órával bezárólag; Buell katonái pedig hajnali 4-re érkeztek meg a csatatérre, készen arra, hogy reggel megfordítsák az ütközet sorsát.
Beauregard döntése a támadás alkonyati leállításáról jelentős vitákat kavart történészi berkekben. Braxton Bragg és Albert Sidney Johnston fia William Preston Johnston ezredes azok között volt, akik gyászolták a Shiloh-nál elveszett lehetőséget. Beauregard nem ment előre a frontra megvizsgálni az uniós vonal erősségét, hanem a Shiloh Churchnél maradt. Nem fogadta el Nathan Bedford Forrest ezredes felderítő jelentését és a hadifogoly Prentiss-nek sem adott hitelt, mikor azt mondta fogvatartói szemébe nevetve, hogy "Önöknek, uraim, ma megadatott, amit akartak, de holnap egész más világ lesz itt! Majd meglátják. Buell ma este csatlakozik a keresztútnál Granthez és holnap reggelre fordul a kocka.") Beauregard mellett szólt viszont, hogy csapatai kimerültek, már kevesebb mint egy óra nappali világosság maradt és Grant tüzérségi fölénye jelentékeny volt. Ezen felül hírt kapott Benjamin Hardin Helm dandártábornoktól Észak-Alabamából, mely szerint Buell Decatur felé halad és nem Pittsburg Landing felé.

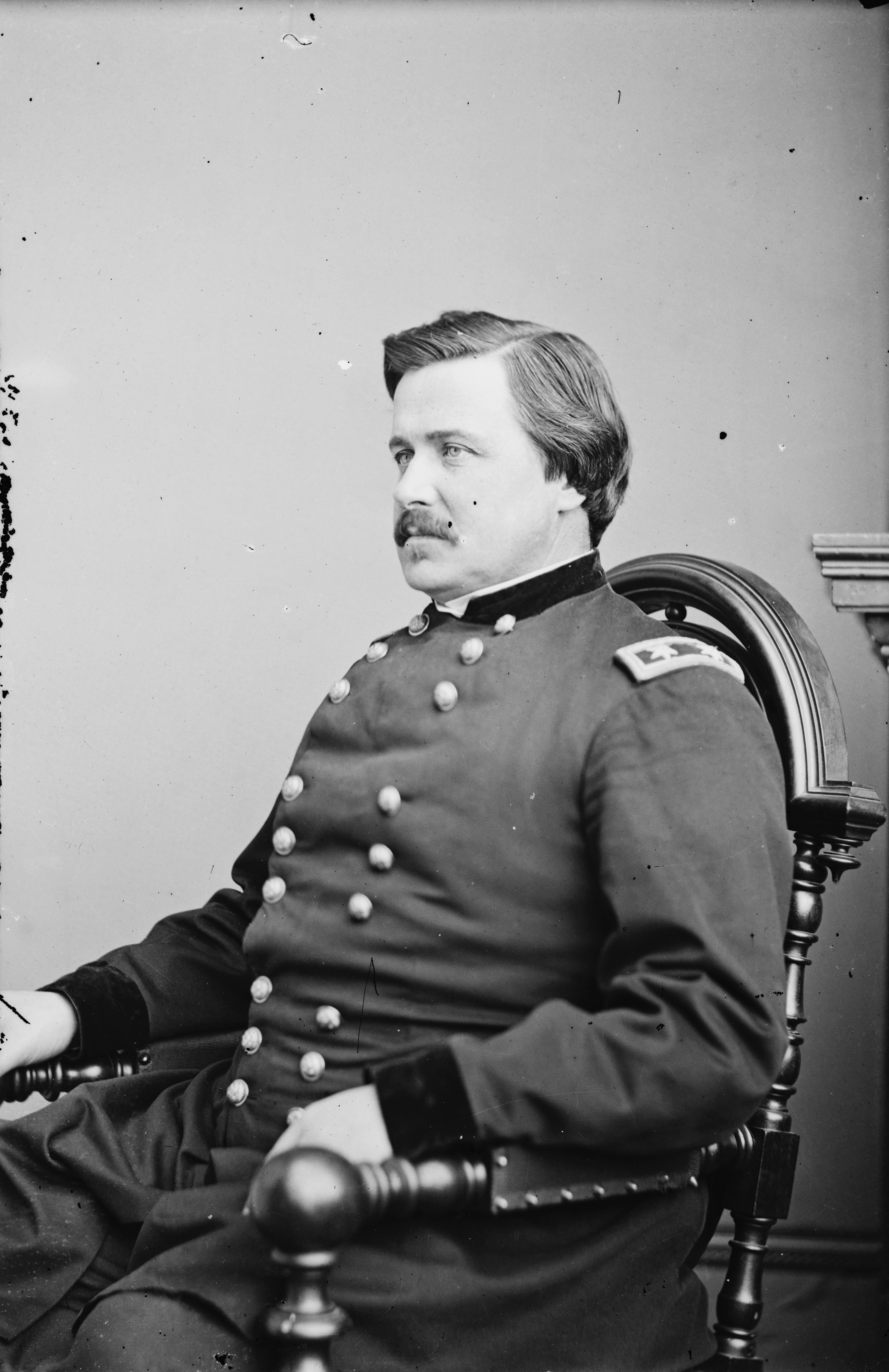
Alexander M. McCook dandártábornok, USA
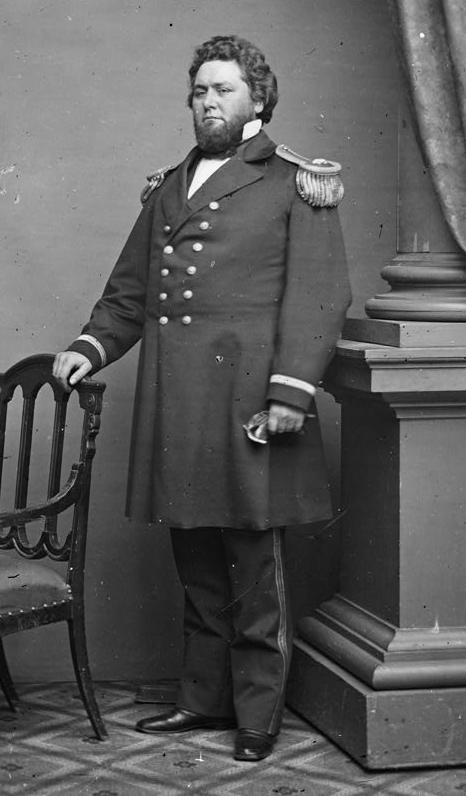
William Nelson dandártábornok, USA
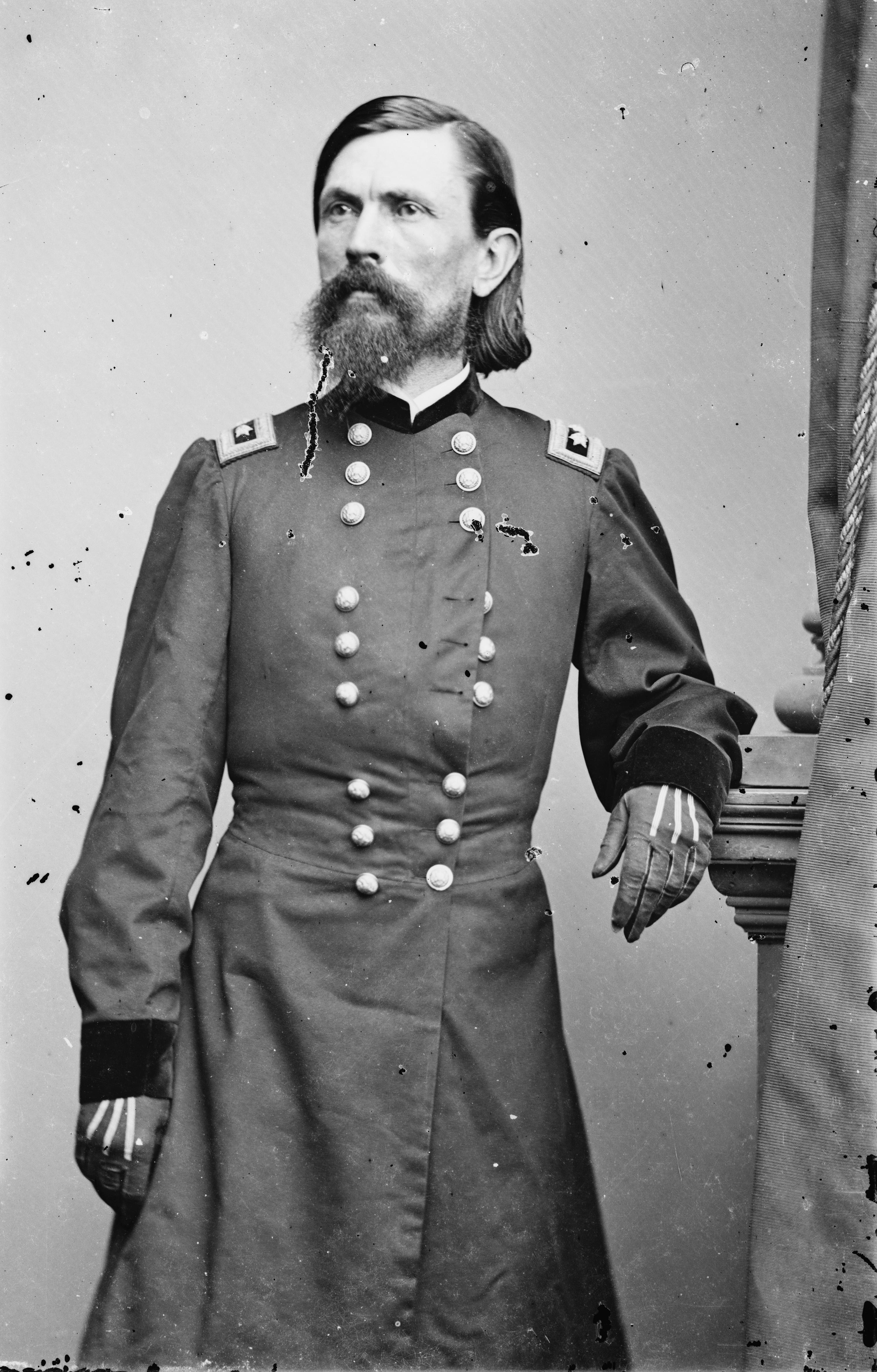
Thomas L. Crittenden dandártábornok, USA
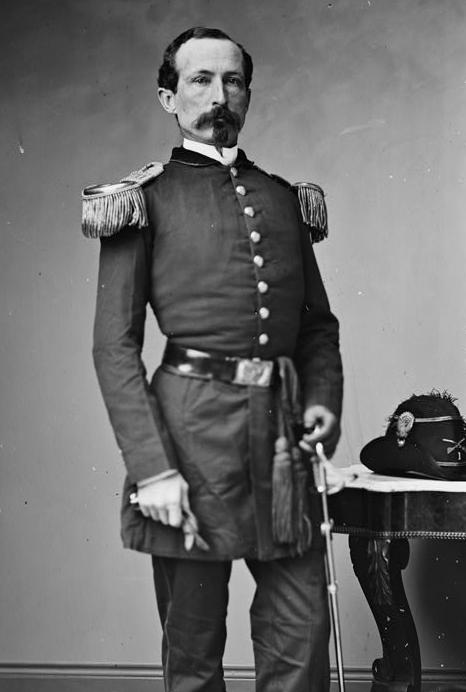
Thomas J. Wood dandártábornok, USA

## A második nap, április 7-e

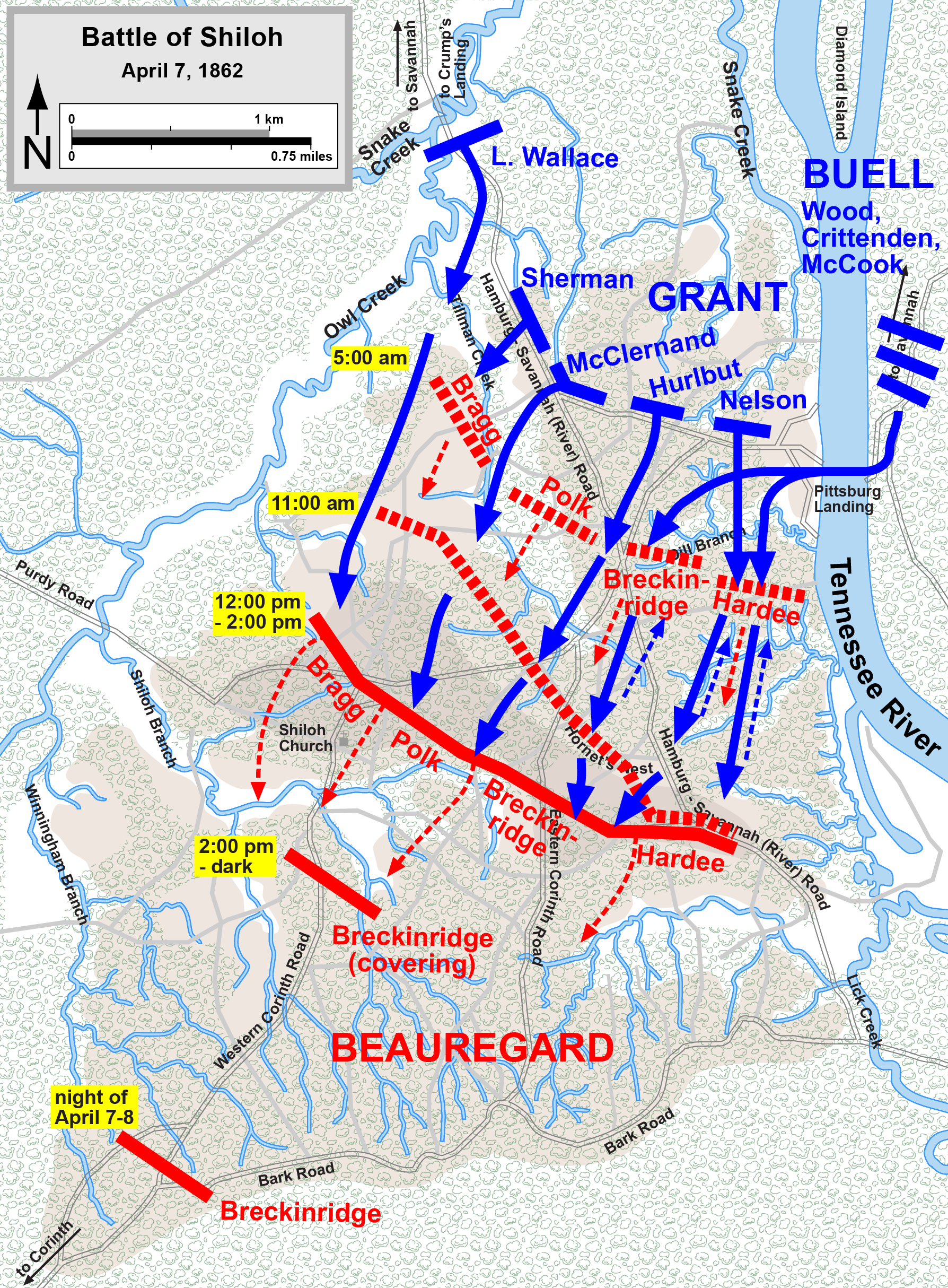
1862. április 7-e - A Shiloh-i ütközet térképe.

Április 7-e hétfőjének reggelén az egyesült uniós seregek 45 000 főt számláltak, míg a déliek 8500 fő veszteséget szenvedtek előző nap és parancsnokaik mindössze 20 000 fő harcképes katonát jelentettek az elveszettek és a dezertőrök miatt. Buell a háború után vitatta ezt a számot, szerinte 28 000-ren is lehettek. A konföderációsok visszahúzódtak Prentiss és Sherman elhagyott táboraiba, Polk hadteste pedig 6 km-re Pittsburg Landingtől, az április 5-én elhagyott déli táborban éjszakázott. Nem álltak csatasorba és ha egyáltalán valaki, akkor csak néhány egység kapott lőszerutánpótlást. A katonáknak élelmet és vizet kellett keresniük, majd fedelet éjszakára.
Beauregard nem lévén tisztában vele, hogy létszámhátrányba került folytatni akarta a támadást, hogy Grantet belenyomja a folyóba. Meglepetésére az uniós erők mozdultak meg elsőnek és hajnalban lendületes ellentámadást indítottak. Grant és Buell külön támadtak; csak a hadosztályok koordinálták egymással mozgásukat. Lew Wallace hadosztálya nyitott tüzet először, nagyjából 5:30-kor, az uniós jobbszárny legszélén. Wallace előrenyomult és viszonylag kevés ellenállással találkozva 7-kor elhagyta a Tilghman elágazást. Délnyugat felé haladt tovább megszalasztotta Preston Pond ezredes dandárját. Wallace balján sorakoztak Sherman hadosztályának túlélői, majd McClernandéi következtek, majd végül a néhai W. H. L. Wallace hadosztálya, melyet most James M. Tuttle ezredes irányított. Buell hadseregének legbalrább eső hadosztálya Bull Nelsoné volt, majd következett a Crittenden, és a McCook hadosztály. A déli csapatok olyan rossz állapotban voltak, hogy dandárszint felett vajmi kevés összmunka folyt. Több mint két órába került Polk tábornok megtalálása és hadosztályának felsorakoztatása. Délelőtt 10 órára Beauregard stabilizálta a frontot. A balszárnyról kiindulva Bragg, Polk, Breckinridge, és Hardee volt a felállás. A Hamburg-Purdy úthoz közel eső bozótosban a harc olyan heves volt, Sherman jelentése szerint "a valaha általam hallott legpergőbb puskatűz" kaszált.
Az uniós balszárnyon Nelson hadosztálya haladt elöl, szorosan őt követve pedig Crittenden és McCook emberei a Corinth felé vezető és a Hamburg-Savannah út mentén. Kemény küzdelem után késő reggel Crittenden visszafoglalta a Hornet's Nestet, de később őt és Nelson egyaránt visszavetette Breckinridge ellentámadása. Wallace és Sherman katonái az uniós jobbszárnyon ütemesen haladtak Bragg és Polk embereivel szemben dél felé. Crittenden és McCook erőinek újabb próbálkozása miatt Breckinridge-nek is vissza kellett vonulnia. 12 óra felé Beauregard frontja párhuzamos volt a Hamburg-Purdy úttal.
Délután Beauregard ellentámadások sorozatát indította a Shiloh Church közeléből kiindulva, hogy visszaszerezze a Corinth Road fölötti ellenőrzést. Az uniós jobbszárnyat ezek ideiglenesen visszavetették a Water Oaks Pondnál. A Tuttle csapataival megerősített Crittenden hadosztály elfoglalta a Hamburg-Purdy út és az East Corinth út kereszteződését, mellyel a konföderációs erőket visszavetette Prentiss régi táboráig. Nelson felújította támadását és késő délutánra megszerezte a Locust Grove elágazás fölötti magaslatot. Beauregard végső ellenlökését James C. Veatch ezredes dandárjának mögékerüléssel fenyegető mozdulata hiúsította meg.
Beauregard-nak tekintetbe véve, hogy elvesztette a kezdeményezést, alig maradt lőszere és halottakban, sebesültekben és hiányzókban 10 000 főt veszített nem maradt választása. Visszavonult a Shiloh Church mögé és csak 5000 embert hagyott Breckinridge vezetésével fedezetnek. Ágyúit a templom mögött és a Shiloh elágazástól délre levő hágónál vonta össze. Katonái a Corinthi úton feltartóztatták az északiakat délután 5 óráig, majd rendezetten visszavonultak délnyugati irányba Corinth felé. A kimerült uniósok nem üldözték őket sokkal tovább, mint Sherman és Prentiss elhagyott táborai. Lew Wallace hadosztálya elérte a Shiloh elágazást és még 3 km-t haladt azon túl, de másoktól nem kapott támogatást és visszarendelték. Sötétedés után értek vissza Sherman táborához. Az ütközet véget ért.
Grant és Buell utólag hosszasan vitatta azt a döntést, hogy nem kezdenek azonnali üldözésbe a nappali világosságból maradó egy óra alatt. Grant felhozta, hogy csapatai kimerültek, noha a déliek természetesen ugyanolyan kimerültek voltak. Grant vonakodása részben a Buell és közte levő viszonyból származott. Noha kettőjük közül Grant volt a rangidős és technikailag mindkét hadseregnek parancsnoka volt, Buell viselkedése egyértelművé tette, hogy valójában függetlenül működik. A rivalizálás motiválhatta az általában körülményes Buell ellentmondását és ugyanez indíthatta Grantet arra, hogy ne akarjon Buellnek igazat adni.

## Fallen Timbers (kidőlt fatörzs) incidens, április 8-a
Április 8-án Grant Sherman hadosztályát fegyveres felderítésre küldte kiderítendő, hogy a déliek vajon visszavonultak-e a Corinth Road mentén, vagy csak újrarendezik a sorokat egy újabb támadás előtt. Grantnek nem volt szervezett, nagy létszámú lovassága, mely alkalmasabb lett volna erre a feladatra és a visszavonuló ellenség üldözésére. Sherman két gyalogezredet vitt magával a hadosztályból, két zászlóalj lovassággal és megkapta Thomas J. Wood dandártábornok hadosztályát Buell hadseregéből. Pittsburgh Landingtől 10 km-re délnyugatra egy jókora táborhelyet és konföderációs tábori kórházat találtak egy réten. A tábort Nathan Bedford Forrest 300 fős déli lovassága védte. A réthez vezető utat kidöntött fákkal barikádozták el.
Mikor a 77. ohiói gyalogezred a fatörzsek között utat nyitva közeledett, Forrest rohamot vezényelt. A vad közelharcba torkolló rohamban a déliek puska- és revolvertűzzel, valamint szablyákkal támadtak és kis híján sikerült elfogniuk Shermant. Jesse Hildebrand ezredes dandárának közeledtére a déli lovasság visszavonult és a jóval emberei előtt lovagló Forrest alig néhány méterre az uniós katonáktól vette észre, hogy egy szál magában támad. Sherman katonái azt kiabálták, hogy: "Öld meg! Öljétek meg a lovával együtt!" Egyiküknek sikerült az oldalába nyomni muskétáját és csípő fölött oldalba lőtte. A golyó majdnem a gerincéig hatolt, ám a súlyosan sebesült Forrestnek mégis sikerült nyeregben maradnia és elmenekülnie. Az uniós sereg 100 fő veszteséget szenvedett, legtöbbjét a vad roham során. A déliek kórházának elfoglalása után Sherman találkozott Breckinridge utóvédszerepet játszó erejével, de úgy határozott, hogy az ellenség nem mutat szándékot újabb támadásra, ezért visszahúzódott az uniós táborba.

## Az ütközet után
Közvetlenül a csata után az északi újságok leszedték a keresztvizet Grantről az április 6-i teljesítményét kárhoztatva. A csatamezőtől távolmaradó tudósítók olyan híreket terjesztettek, hogy Grant részeg volt és hogy ez rengeteg katonája bajonettel való felkoncolásához vezetett a védelem elhanyagolása miatt. Annak ellenére, hogy az uniós hadsereg megőrizte uralmát a csatatér fölött Grant sajtója ellene fordította az északi közvéleményt. Sokan Buellt dicsőítették az összetört uniós hadsereg megmentéséért és az április 7-én kiharcolt győzelem végett. Grant eltávolításának követelése túl erősnek bizonyult a Fehér Ház ellenállásával szemben. Lincoln válasza később sokat idézett mondata volt: "Nem nélkülözhetem ezt az embert; ő harcol."(értsd: másokkal ellentétben).
Sherman a csata hősévé nőtte ki magát, úgy tűnik pusztán azzal, hogy három lovat kilőttek alóla és kétszer megsebesült. Nyilvánvalóan halálmegvető bátorságot tanúsított, azonban parancsnoki tevékenységét vizsgálva megállapítható, hogy hadosztálya ugyanúgy összeomlott, mint Hurlbuté, vagy McClernandé. Nem tudta tartani Shiloh Church környéki állásait és a visszavonulás után is csak az mentette meg, hogy a déli egységek a Hornet's Nest felszámolására összpontosították figyelmüket. Ilyen módon a csata hőse sokkal inkább a valóban sikerrel és hősiesen ellenálló Prentiss, vagy W. H. L. Wallace kellett volna legyen. A csata előtti melankóliája és a védelmi intézkedések elhanyagolása, valamint téves helyzetértékelése az utókor megítélésében elsikkadni látszik. A háború után Grant szerepéről szólva sokkal inkább azt emelték ki, hogy képes volt megtartani józan ítélőképességét a megpróbáltatások között és hogy nem tévesztette szem elől azt, hogy kitartása jutalmaként másnap megfordíthatja az ütközetet.

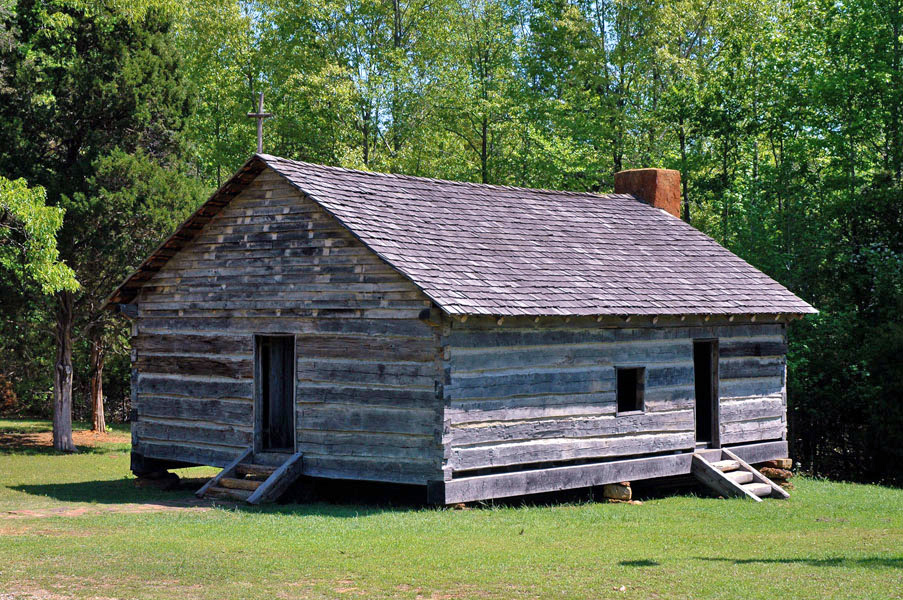
A shiloh-i templom a Shiloh Katonai Nemzeti Parkban, 2006-ban. Az eredeti templom épülete nem vészelte át a csatát. A mai épület a Tennessee állami Sons of Confederate Veterans szervezet 2003-ban emelt rekonstrukciója az eredeti helyén.

Grant átmenetileg bűnbakká vált az ütközetet követően. Halleck átszervezte és összevonta hadseregeit és Grantnek csak a helyettesi beosztást adta, mellyel parkolópályára tette. Április végén és májusban az uniós hadseregek Halleck személyes irányítása alatt lassan közeledtek Corinth felé és végül elfoglalták. Eközben a Mississippin az unió megsemmisítette a konföderáció folyami flottilláját és elfoglalta Memphist.
A Shiloh melletti kétnapos ütközet az addigi amerikai történelem legvéresebbje volt. Néhány szerző 23 746 főben állapítja meg a két fél összveszteségét. Ez együtt egymaga túlszárnyalta az Amerikai függetlenségi háború, az 1812-1815-ös Brit–amerikai háború és a Mexikói–amerikai háború teljes harci veszteségét. Más munkák nem érik el ezt a számot, valószínűleg a korábbi háborúk veszteségei körüli bizonytalanságok miatt. A hatalmas veszteség mindkét felet sokkolta. Senki sem gondolta, hogy még három év véres harcnak néznek elébe, további nyolc még nagyobb veszteségeket hozó ütközettel. Grant rá kellett ébredjen, hogy tévedett, mikor azt gondolta, hogy egyetlen nagyobb ütközettel eldönthető a háború sorsa. Ehelyett a háború tovább folyt az egyik, vagy másik fél teljes kimerüléséig.

## A harcmező gondozása
A Shiloh körüli csatateret az ipartelepülés és mezőgazdasági művelés hiánya miatt az 1890-es években a szövetségi kormány az első öt között állította vissza régi állapotába. A kormány erőfeszítései végső soron elégtelennek bizonyultak, noha 1897 óta 2000 holdnyi területet vettek megőrzés alá, melyet később még 1700 holddal bővítettek. Ezt követően azonban a munkálatok lelassultak. 1954 óta mindössze 300 holddal tudták bővíteni az eddigieket, ezért magánszervezetek igyekeztek betölteni a feladatot. A Civil War Trust lett a munkálatok elsődleges szervezője, 1158 holddal bővítve a területet. A Trust helyreállította azt a területet, ahol a konföderációsok első nap Grant katonáival harcoltak és a második napi visszavonulásuk útját. A 2012 műveletek arra a földdarabra koncentráltak, melyet a konföderációs jobbszárny az első napon érintett és Fallen Timbers incidens részterületeit.
A Shiloh Katonai Nemzeti Parkot a National Park Service szervezete tartja fenn.

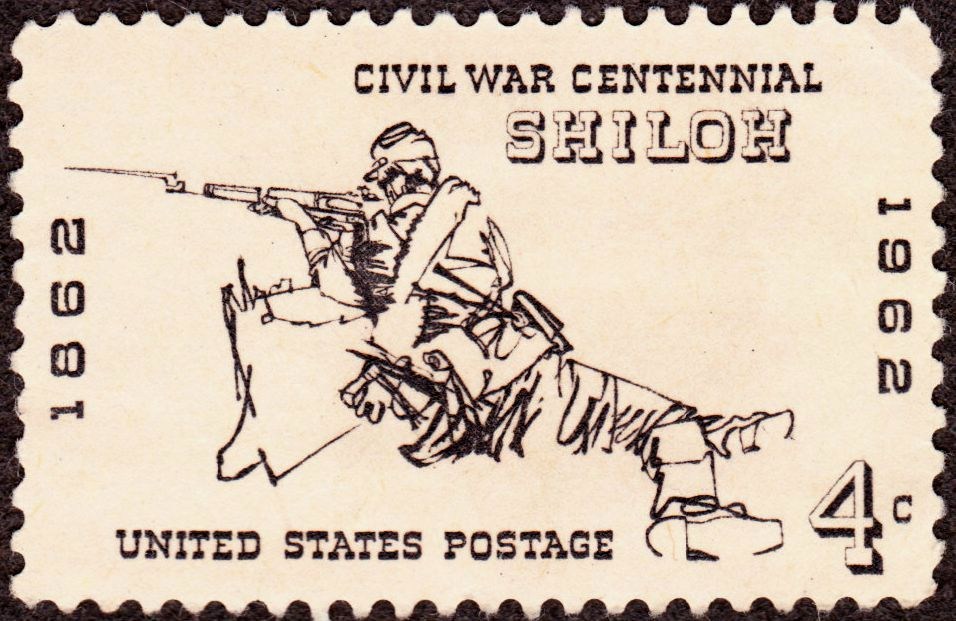
1962-ben kibocsátott bélyeg

## Megemlékezések és méltatás
Az Egyesült Államok Postaszolgálata emlékbélyeget bocsátott ki a Shiloh-i ütközet lezajlásának 100. évfordulójára. Az első kibocsátást a Tennessee-beli Shiloh-ban álló postán rendezték 1962. április 7-én. Ez volt a polgárháború centenáriumára kibocsátott öt bélyeges sorozat második darabja. 

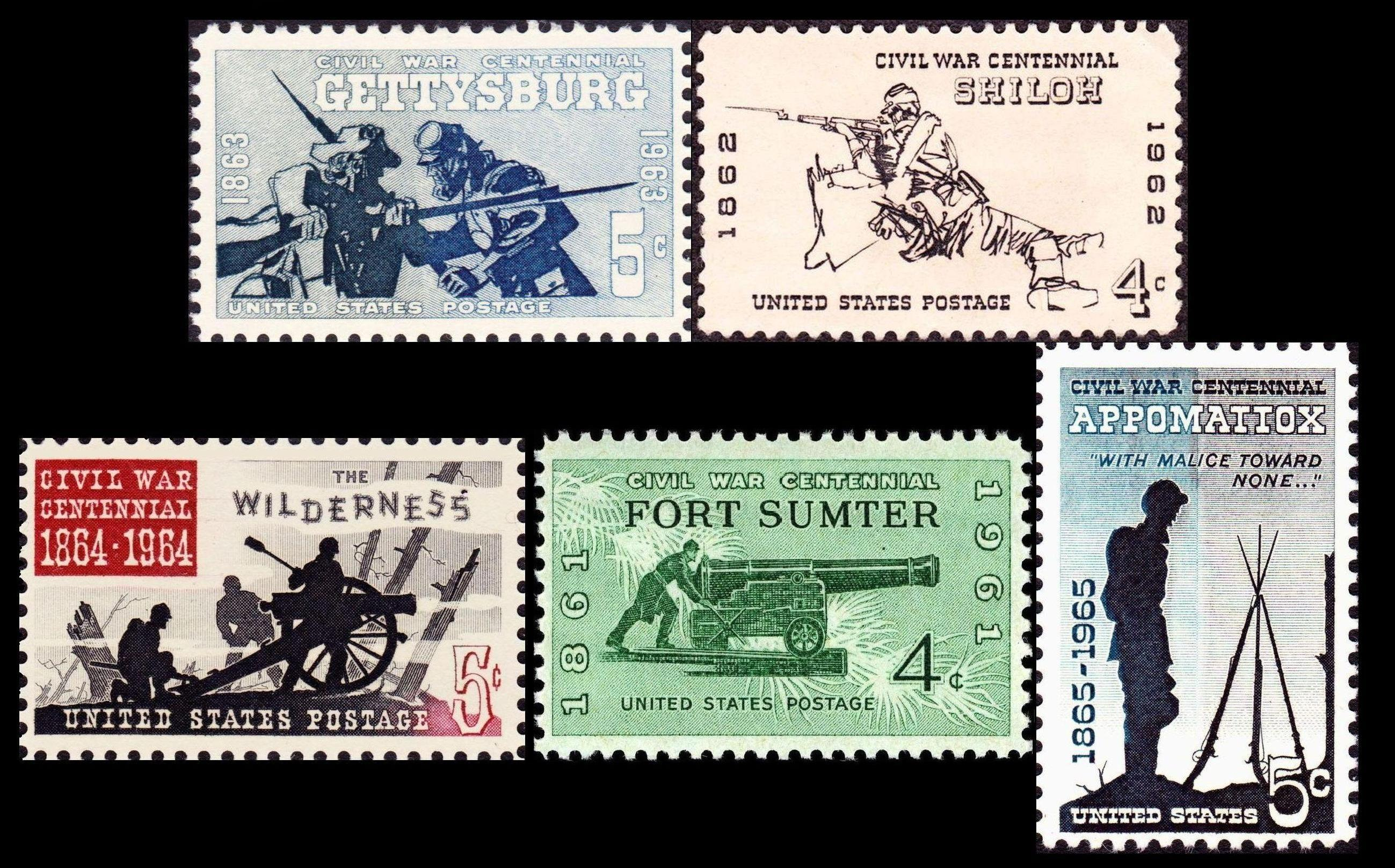
Az ötbélyeges sorozat

.